# Divizia A de handbal feminin 2022-2023
Divizia A de handbal feminin 2022−2023 a fost a 57-a ediție a eșalonului valoric secund al campionatului național de handbal feminin românesc. Competiția a purtat anterior numele Categoria B sau Divizia B, însă a fost redenumită în 1996, când fosta Divizie A a devenit Liga Națională. Întrecerea este organizată anual de Federația Română de Handbal (FRH). Începând din anul competițional 2018−2019, Divizia A se desfășoară cu trei sau patru serii, după ce anterior s-a desfășurat cu două serii. Excepție a făcut anul competițional 2021−2022 când s-a revenit la formatul cu două serii.
Conform regulamentului, la sfârșitul competiției două echipe au promovat direct în Liga Națională 2023-2024, iar alte două au primit dreptul de participare la un baraj de promovare.
Astfel, la sfârșitul ediției 2022-2023 au promovat direct în Liga Națională ediția 2023-2024, echipele CSM Corona Brașov și CSU Știința București, clasate pe locurile 1 și 2 după terminarea turneului final. Echipele clasate pe locurile 3 și 4, CSM Deva și CS Activ Prahova Ploiești, împreună cu echipele clasate pe locurile 11 și 12 în Liga Națională ediția 2022-2023, au participat la un turneu de baraj. La finalul turneului de baraj, cele două echipe din Liga Națională și-au păstrat locul, iar celelalte două echipe au rămas în Divizia A, nereușind promovarea.

## Săli
Partidele s-au jucat în sălile de sport din orașele de reședință ale echipelor, în funcție de disponibilitatea acestora și de potențialul de spectatori al partidelor.
| Bacău                                                 | Baia Mare                            | Brașov                                            | București                       | Buzău                                  |
| ----------------------------------------------------- | ------------------------------------ | ------------------------------------------------- | ------------------------------- | -------------------------------------- |
| Sala Sporturilor „Narcisa Lecușanu” Capacitate: 2.000 | Sala „Lascăr Pană” Capacitate: 2.060 | Sala „Dumitru Popescu Colibași” Capacitate: 1.570 | Sala „Rapid” Capacitate: 1.500  | Sala „Romeo Iamandi” Capacitate: 1.868 |
| Cluj-Napoca                                           | Piatra Neamț                         | Ploiești                                          | Râmnicu Vâlcea                  | Reșița                                 |
| Sala „Horia Demian” Capacitate: 2.800                 | Sala Polivalentă Capacitate: 4.000   | Sala „Olimpia” Capacitate: 3.500                  | Sala „Traian” Capacitate: 3.126 | Sala Polivalentă Capacitate: 1.669     |
|                                                       |                                      |                                                   |                                 |                                        |

## Echipe participante
Începând cu ediția 2018−2019, Divizia A se desfășoară cu trei sau patru serii de câte 6−11 echipe fiecare, împărțite pe criterii geografice, cu scopul de a limita deplasările lungi și a reduce astfel costurile. În ediția 2022−2023, componența celor trei serii a fost:
| În seria A au concurat 11 echipe: - HC Dunărea Brăila II - CSM București II - CS Rapid București II - ACS Spartac București - ACS Școala 181 SSP București - CSU Știința București - SCM Gloria Buzău II - CSU Neptun Constanța - ACS Unirea Dobroești - CS Activ Prahova Ploiești - CSM Unirea Slobozia În seria C au concurat 10 echipe: - CNOPJ Baia Mare - CS Gloria 2018 Bistrița-Năsăud II - „U” Cluj - CSM Deva - CS Universitar Oradea - CS Universitatea Reșița - CNE Râmnicu Vâlcea - CS Arena Târgu Mureș - CSU de Vest Timișoara - ACS „Liviu Rebreanu” Turda | În seria B au concurat 10 echipe: - CS Știința Bacău - CSM Bacău - Corona Brașov - CSM Făgăraș - CSM Galați II - CSM Iași 2020 - HC Harghita Odorheiu Secuiesc - HCF Piatra Neamț - CSM Roman - CNE Sfântu Gheorghe |

## Regulament
Regulamentul de desfășurare a ediției 2022-23 a Diviziei A de handbal feminin a fost aprobat pe 4 august 2022, a intrat în vigoare în aceași zi și conține un calendar preliminar al partidelor, cu mențiunea că datele acestora se pot modifica cu acordul echipelor.

## Partide
Meciurile din sezonul regulat al ediției 2022-23 a Diviziei A de handbal feminin s-au jucat în sistem fiecare cu fiecare, cu tur și retur între două echipe din fiecare serie, iar programul acestora a fost alcătuit după Tabela Berger. La sfârșitul sezonului regulat a avut loc un turneu final, la care au luat parte echipele clasate pe primele două locuri și echipele clasate pe cele mai bune două locuri 3 în fiecare din cele trei serii ale Diviziei A. Echipele clasate pe primele două locuri au promovat direct în Liga Națională, în timp ce echipele clasate pe locurile 3−4 au participat la un baraj de promovare cu locurile 11 și 12 din Liga Națională. Nu au avut drept de promovare în Liga Națională: echipele secunde ale cluburilor din Liga Națională, echipele de junioare, echipele CNE și echipele CNOPJ.
Calendarul competițional preliminar s-a stabilit în ședința Consiliului de Administrație al FRH din 4 august 2022. Datele exacte de desfășurare a partidelor au fost publicate ulterior.

## Seria A

### Clasament
|  | Echipe care au participat la turneul final |

Clasament valabil pe 27 aprilie 2023, refăcut după eliminarea rezultatele echipelor HC Dunărea Brăila II, CSM București II, CS Rapid București II și SCM Gloria Buzău II, fără drept de promovare.
| Poz. | Echipa                       | J  | V  | E | Î  | GM  | GP  | DG    | P  |
| ---- | ---------------------------- | -- | -- | - | -- | --- | --- | ----- | -- |
| 1    | CSU Știința București        | 12 | 12 | 0 | 0  | 441 | 291 | + 150 | 36 |
| 2    | CS Activ Prahova Ploiești    | 12 | 9  | 1 | 2  | 368 | 276 | + 92  | 28 |
| 3    | CSM Unirea Slobozia          | 12 | 8  | 1 | 3  | 439 | 312 | + 127 | 25 |
| 4    | CSU Neptun Constanța         | 12 | 5  | 0 | 7  | 368 | 362 | + 6   | 15 |
| 5    | ACS Școala 181 SSP București | 12 | 2  | 2 | 8  | 308 | 368 | – 60  | 8  |
| 6    | ACS Unirea Dobroești         | 12 | 3  | 1 | 8  | 332 | 393 | – 60  | 10 |
| 7    | ACS Spartac București        | 12 | 0  | 1 | 11 | 229 | 452 | – 223 | 1  |

Clasament valabil pe 27 aprilie 2023.
| Poz. | Echipa                       | J  | V  | E | Î  | GM  | GP  | DG    | P  |
| ---- | ---------------------------- | -- | -- | - | -- | --- | --- | ----- | -- |
| 1    | CSU Știința București        | 20 | 19 | 0 | 1  | 745 | 521 | + 224 | 57 |
| 2    | CS Activ Prahova Ploiești    | 20 | 17 | 1 | 2  | 648 | 439 | + 209 | 52 |
| 3    | HC Dunărea Brăila II         | 20 | 16 | 0 | 4  | 625 | 485 | + 140 | 48 |
| 4    | CSM Unirea Slobozia          | 20 | 15 | 1 | 4  | 726 | 576 | + 150 | 46 |
| 5    | CSM București II             | 20 | 9  | 1 | 10 | 643 | 621 | + 22  | 28 |
| 6    | CSU Neptun Constanța         | 20 | 9  | 1 | 10 | 627 | 607 | + 20  | 28 |
| 7    | CS Rapid București II        | 20 | 8  | 0 | 12 | 575 | 635 | – 60  | 24 |
| 8    | ACS Școala 181 SSP București | 20 | 5  | 2 | 13 | 535 | 615 | – 80  | 17 |
| 9    | ACS Unirea Dobroești         | 20 | 5  | 1 | 14 | 565 | 652 | – 87  | 16 |
| 10   | SCM Gloria Buzău II          | 20 | 2  | 0 | 18 | 588 | 773 | – 185 | 6  |
| 11   | ACS Spartac București        | 20 | 1  | 1 | 18 | 399 | 752 | – 353 | 4  |

### Rezultate în tur
Date oficiale publicate de Federația Română de Handbal

### Etapa I
| 10 septembrie 2022 11:00 | CSM București II | 29 - 39 | CS Activ Prahova Ploiești | Sala Elite, București Arbitri: Mărgărit, Pirciu |
| 10 septembrie 2022 11:00 | Mihai 9          | (14-17) | M. Arvatu 7               | Sala Elite, București Arbitri: Mărgărit, Pirciu |
| 10 septembrie 2022 11:00 | Cronica          |         |                           | Sala Elite, București Arbitri: Mărgărit, Pirciu |

| 10 septembrie 2022 11:00 | ACS Unirea Dobroești | 34 - 27 | SCM Gloria Buzău II | Sala Unirea, Dobroești Arbitri: Constanța, Enache |
| 10 septembrie 2022 11:00 | C. Petre 12          | (19-15) | Sîrb 14             | Sala Unirea, Dobroești Arbitri: Constanța, Enache |
| 10 septembrie 2022 11:00 | Cronica              |         |                     | Sala Unirea, Dobroești Arbitri: Constanța, Enache |

| 10 septembrie 2022 12:00 | CS Rapid București II | 28 - 32 | CSU Neptun Constanța | Sala Rapid, București Arbitri: Badea, Șandor |
| 10 septembrie 2022 12:00 | B. Marin 7            | (11-14) | I. Mihăilă 6         | Sala Rapid, București Arbitri: Badea, Șandor |
| 10 septembrie 2022 12:00 | Cronica               |         |                      | Sala Rapid, București Arbitri: Badea, Șandor |

| 10 septembrie 2022 14:00 | ACS Spartac București | 15 - 42 | HC Dunărea Brăila II | Sala Iris, București Arbitri: Geaburu, Mitran |
| 10 septembrie 2022 14:00 | Ivan 5                | (6-21)  | David, C. Surdu 8    | Sala Iris, București Arbitri: Geaburu, Mitran |
| 10 septembrie 2022 14:00 | Cronica               |         |                      | Sala Iris, București Arbitri: Geaburu, Mitran |

| 10 septembrie 2022 15:00 | CSU Știința București | 31 - 27 | CSM Unirea Slobozia | Sala Elite, București Arbitri: Ghesoiu, Tiță |
| 10 septembrie 2022 15:00 | Șerban 9              | (13-8)  | S. Gheorghe 8       | Sala Elite, București Arbitri: Ghesoiu, Tiță |
| 10 septembrie 2022 15:00 | Cronica               |         |                     | Sala Elite, București Arbitri: Ghesoiu, Tiță |

ACS Școala 181 SSP București a stat.

### Etapa II
| 17 septembrie 2022 10:00 | ACS Școala 181 SSP București | 26 - 39 | CSU Știința București | Sala Iris, București Arbitri: Andrei, Căunei |
| 17 septembrie 2022 10:00 | Vicențiu 11                  | (10-18) | Lăscăteu 8            | Sala Iris, București Arbitri: Andrei, Căunei |
| 17 septembrie 2022 10:00 | Cronica                      |         |                       | Sala Iris, București Arbitri: Andrei, Căunei |

| 17 septembrie 2022 12:00 | HC Dunărea Brăila II | 38 - 30 | ACS Unirea Dobroești | Sala Polivalentă „Danubius”, Brăila Arbitri: Cazan, Suliman |
| 17 septembrie 2022 12:00 | B. Neacșu 9          | (21-11) | C. Petre 10          | Sala Polivalentă „Danubius”, Brăila Arbitri: Cazan, Suliman |
| 17 septembrie 2022 12:00 | Cronica              |         |                      | Sala Polivalentă „Danubius”, Brăila Arbitri: Cazan, Suliman |

| 17 septembrie 2022 12:00 | CSM Unirea Slobozia | 36 - 23 | CS Rapid București II | Sala Sporturilor „Andreea Nica”, Slobozia Arbitri: Popa, Velișcă |
| 17 septembrie 2022 12:00 | Soreanu 9           | (15-12) | Geamănu 6             | Sala Sporturilor „Andreea Nica”, Slobozia Arbitri: Popa, Velișcă |
| 17 septembrie 2022 12:00 | Cronica             |         |                       | Sala Sporturilor „Andreea Nica”, Slobozia Arbitri: Popa, Velișcă |

| 17 septembrie 2022 12:30 | SCM Gloria Buzău II | 32 - 46 | CSM București II | Sala Sporturilor „Romeo Iamandi”, Buzău Arbitri: Badea, Șandor |
| 17 septembrie 2022 12:30 | Stancu 8            | (18-24) | Mihai 15         | Sala Sporturilor „Romeo Iamandi”, Buzău Arbitri: Badea, Șandor |
| 17 septembrie 2022 12:30 | Cronica             |         |                  | Sala Sporturilor „Romeo Iamandi”, Buzău Arbitri: Badea, Șandor |

| 17 septembrie 2022 13:00 | CSU Neptun Constanța | 43 - 16 | ACS Spartac București | Sala Sporturilor „Simona Amânar”, Constanța Arbitri: Popescu, Trică |
| 17 septembrie 2022 13:00 | Țilea 9              | (21-5)  | Ivan 9                | Sala Sporturilor „Simona Amânar”, Constanța Arbitri: Popescu, Trică |
| 17 septembrie 2022 13:00 | Cronica              |         |                       | Sala Sporturilor „Simona Amânar”, Constanța Arbitri: Popescu, Trică |

CS Activ Prahova Ploiești a stat.

### Etapa III
| 23 septembrie 2022 18:00 | ACS Unirea Dobroești | 28 - 33 | CSU Neptun Constanța | Sala Unirea, Dobroești Arbitri: Mărgărit, Voicu |
| 23 septembrie 2022 18:00 | C. Petre 9           | (11-15) | Stănciulescu 10      | Sala Unirea, Dobroești Arbitri: Mărgărit, Voicu |
| 23 septembrie 2022 18:00 | Cronica              |         |                      | Sala Unirea, Dobroești Arbitri: Mărgărit, Voicu |

| 24 septembrie 2022 12:00 | ACS Spartac București | 24 - 44 | CSM Unirea Slobozia | Sala Iris, București Arbitri: Cristea, Pădeanu |
| 24 septembrie 2022 12:00 | Ivan 7                | (7-24)  | S. Gheorghe 10      | Sala Iris, București Arbitri: Cristea, Pădeanu |
| 24 septembrie 2022 12:00 | Cronica               |         |                     | Sala Iris, București Arbitri: Cristea, Pădeanu |

| 24 septembrie 2022 12:30 | CS Activ Prahova Ploiești | 37 - 12 | SCM Gloria Buzău II | Sala Sporturilor Olimpia, Ploiești Arbitri: Ciutacu, Stamatoiu |
| 24 septembrie 2022 12:30 | R. Gavrilă 6              | (17-5)  | Șerdin 5            | Sala Sporturilor Olimpia, Ploiești Arbitri: Ciutacu, Stamatoiu |
| 24 septembrie 2022 12:30 | Cronica                   |         |                     | Sala Sporturilor Olimpia, Ploiești Arbitri: Ciutacu, Stamatoiu |

| 24 septembrie 2022 13:00 | CS Rapid București II | 32 - 26 | ACS Școala 181 SSP București | Sala Rapid, București Arbitri: Dudău, Dudău |
| 24 septembrie 2022 13:00 | Șindrilaru 9          | (20-14) | Vicențiu 12                  | Sala Rapid, București Arbitri: Dudău, Dudău |
| 24 septembrie 2022 13:00 | Cronica               |         |                              | Sala Rapid, București Arbitri: Dudău, Dudău |

| 24 septembrie 2022 14:00 | CSM București II | 24 - 28 | HC Dunărea Brăila II | Sala Apollo, București Arbitri: Ali, Mihordea |
| 24 septembrie 2022 14:00 | Mihai 11         | (11-13) | Mazilu 14            | Sala Apollo, București Arbitri: Ali, Mihordea |
| 24 septembrie 2022 14:00 | Cronica          |         |                      | Sala Apollo, București Arbitri: Ali, Mihordea |

CSU Știința București a stat.

### Etapa IV
| 6 octombrie 2022 14:00 | CSU Neptun Constanța | 34 - 28 | CSM București II | Sala Sporturilor „Simona Amânar”, Constanța Arbitri: Basso, Tofan |
| 6 octombrie 2022 14:00 | Stănciulescu 9       | (19-12) | Mohamed 10       | Sala Sporturilor „Simona Amânar”, Constanța Arbitri: Basso, Tofan |
| 6 octombrie 2022 14:00 | Cronica              |         |                  | Sala Sporturilor „Simona Amânar”, Constanța Arbitri: Basso, Tofan |

| 8 octombrie 2022 10:00 | ACS Școala 181 SSP București | 26 - 26 | ACS Spartac București | Sala Iris, București Arbitri: Radu, Vișan |
| 8 octombrie 2022 10:00 | A. M. Roșu 12                | (14-12) | Mortu 5               | Sala Iris, București Arbitri: Radu, Vișan |
| 8 octombrie 2022 10:00 | Cronica                      |         |                       | Sala Iris, București Arbitri: Radu, Vișan |

| 8 octombrie 2022 12:00 | CSM Unirea Slobozia | 47 - 36 | ACS Unirea Dobroești | Sala Sporturilor „Andreea Nica”, Slobozia Arbitri: Popescu, Trică |
| 8 octombrie 2022 12:00 | V. Leuștean 8       | (23-13) | Bragadireanu 9       | Sala Sporturilor „Andreea Nica”, Slobozia Arbitri: Popescu, Trică |
| 8 octombrie 2022 12:00 | Cronica             |         |                      | Sala Sporturilor „Andreea Nica”, Slobozia Arbitri: Popescu, Trică |

| 8 octombrie 2022 12:00 | HC Dunărea Brăila II | 22 - 28 | CS Activ Prahova Ploiești | Sala Polivalentă „Danubius”, Brăila Arbitri: Murariu, Tăbăcariu |
| 8 octombrie 2022 12:00 | B. Neacșu 7          | (7-16)  | A. Arvatu 7               | Sala Polivalentă „Danubius”, Brăila Arbitri: Murariu, Tăbăcariu |
| 8 octombrie 2022 12:00 | Cronica              |         |                           | Sala Polivalentă „Danubius”, Brăila Arbitri: Murariu, Tăbăcariu |

| 8 octombrie 2022 16:00 | CSU Știința București | 39 - 21 | CS Rapid București II | Sala Elite, București Arbitri: Chirițoiu, Neagu |
| 8 octombrie 2022 16:00 | Gădăleanu 7           | (18-10) | Geamănu 6             | Sala Elite, București Arbitri: Chirițoiu, Neagu |
| 8 octombrie 2022 16:00 | Cronica               |         |                       | Sala Elite, București Arbitri: Chirițoiu, Neagu |

SCM Gloria Buzău II a stat.

### Etapa V
| 14 octombrie 2022 13:30 | CSM București II | 31 - 37 | CSM Unirea Slobozia | Sala Elite, București Arbitri: Popa, Velișcă |
| 14 octombrie 2022 13:30 | A. Gheorghe 11   | (21-18) | V. Leuștean 10      | Sala Elite, București Arbitri: Popa, Velișcă |
| 14 octombrie 2022 13:30 | Cronica          |         |                     | Sala Elite, București Arbitri: Popa, Velișcă |

| 15 octombrie 2022 10:00 | ACS Spartac București | 14 - 42 | CSU Știința București | Sala Iris, București Arbitri: Andrei, Căunei |
| 15 octombrie 2022 10:00 | Iștoc 6               | (6-19)  | Niculae 14            | Sala Iris, București Arbitri: Andrei, Căunei |
| 15 octombrie 2022 10:00 | Cronica               |         |                       | Sala Iris, București Arbitri: Andrei, Căunei |

| 15 octombrie 2022 11:00 | ACS Unirea Dobroești | 22 - 21 | ACS Școala 181 SSP București | Sala Unirea, Dobroești Arbitri: Mărgărit, Voicu |
| 15 octombrie 2022 11:00 | C. Petre 7           | (9-13)  | Vicențiu 6                   | Sala Unirea, Dobroești Arbitri: Mărgărit, Voicu |
| 15 octombrie 2022 11:00 | Cronica              |         |                              | Sala Unirea, Dobroești Arbitri: Mărgărit, Voicu |

| 15 octombrie 2022 12:00 | SCM Gloria Buzău II | 25 - 36 | HC Dunărea Brăila II | Sala LPS, Buzău Arbitri: Dudău, Dudău |
| 15 octombrie 2022 12:00 | Drăgunoiu, Șerdin 5 | (10-16) | Coteț, Surdu 8       | Sala LPS, Buzău Arbitri: Dudău, Dudău |
| 15 octombrie 2022 12:00 | Cronica             |         |                      | Sala LPS, Buzău Arbitri: Dudău, Dudău |

| 15 octombrie 2022 12:30 | CS Activ Prahova Ploiești | 28 - 17 | CSU Neptun Constanța | Sala Sporturilor Olimpia, Ploiești Arbitri: Șerbu, Vasilescu |
| 15 octombrie 2022 12:30 | Moldoveanu 11             | (12-10) | R. Gheorghe 4        | Sala Sporturilor Olimpia, Ploiești Arbitri: Șerbu, Vasilescu |
| 15 octombrie 2022 12:30 | Cronica                   |         |                      | Sala Sporturilor Olimpia, Ploiești Arbitri: Șerbu, Vasilescu |

CS Rapid București II a stat.

### Etapa VI
| 21 octombrie 2022 15:30 | CSU Știința București | 42 - 22 | ACS Unirea Dobroești | Sala Elite, București Arbitri: Radu, Vișan |
| 21 octombrie 2022 15:30 | Șerban 8              | (26-8)  | Gherghiceanu 7       | Sala Elite, București Arbitri: Radu, Vișan |
| 21 octombrie 2022 15:30 | Cronica               |         |                      | Sala Elite, București Arbitri: Radu, Vișan |

| 22 octombrie 2022 10:00 | ACS Școala 181 SSP București | 34 - 30 | CSM București II | Sala Iris, București Arbitri: Geaburu, Mitran |
| 22 octombrie 2022 10:00 | Ciobanu, Vicențiu 8          | (18-15) | A. Gheorghe 12   | Sala Iris, București Arbitri: Geaburu, Mitran |
| 22 octombrie 2022 10:00 | Cronica                      |         |                  | Sala Iris, București Arbitri: Geaburu, Mitran |

| 22 octombrie 2022 12:00 | CS Rapid București II | 29 - 15 | ACS Spartac București | Sala Rapid, București Arbitri: Constantin, Oprea |
| 22 octombrie 2022 12:00 | Stoichiță 5           | (14-7)  | Halmagyi, Mincu 4     | Sala Rapid, București Arbitri: Constantin, Oprea |
| 22 octombrie 2022 12:00 | Cronica               |         |                       | Sala Rapid, București Arbitri: Constantin, Oprea |

| 22 octombrie 2022 12:00 | CSM Unirea Slobozia | 26 - 26 | CS Activ Prahova Ploiești | Sala Sporturilor „Andreea Nica”, Slobozia Arbitri: Năstase, Stancu |
| 22 octombrie 2022 12:00 | Polismac 7          | (16-13) | Vizitiu 6                 | Sala Sporturilor „Andreea Nica”, Slobozia Arbitri: Năstase, Stancu |
| 22 octombrie 2022 12:00 | Cronica             |         |                           | Sala Sporturilor „Andreea Nica”, Slobozia Arbitri: Năstase, Stancu |

| 22 octombrie 2022 14:00 | CSU Neptun Constanța | 31 - 23 | SCM Gloria Buzău II | Sala Sporturilor „Simona Amânar”, Constanța Arbitri: Popescu, Trică |
| 22 octombrie 2022 14:00 | R. Gheorghe 7        | (18-10) | Stancu 6            | Sala Sporturilor „Simona Amânar”, Constanța Arbitri: Popescu, Trică |
| 22 octombrie 2022 14:00 | Cronica              |         |                     | Sala Sporturilor „Simona Amânar”, Constanța Arbitri: Popescu, Trică |

HC Dunărea Brăila II a stat.

### Etapa VII
| 17 noiembrie 2022 15:30 | CSM București II | 25 - 34 | CSU Știința București | Sala Elite, București Arbitri: Ali, Mihordea |
| 17 noiembrie 2022 15:30 | Gogîrlă 7        | (13-17) | Bizău, Lăscăteu 6     | Sala Elite, București Arbitri: Ali, Mihordea |
| 17 noiembrie 2022 15:30 | Cronica          |         |                       | Sala Elite, București Arbitri: Ali, Mihordea |

| 18 noiembrie 2022 16:00 | HC Dunărea Brăila II | 28 - 23 | CSU Neptun Constanța | Sala Polivalentă „Danubius”, Brăila Arbitri: Murariu, Paraschiv |
| 18 noiembrie 2022 16:00 | Coteț 9              | (14-10) | Stănciulescu 8       | Sala Polivalentă „Danubius”, Brăila Arbitri: Murariu, Paraschiv |
| 18 noiembrie 2022 16:00 | Cronica              |         |                      | Sala Polivalentă „Danubius”, Brăila Arbitri: Murariu, Paraschiv |

| 19 noiembrie 2022 11:00 | SCM Gloria Buzău II | 37 - 48 | CSM Unirea Slobozia | Sala LPS, Buzău Arbitri: Mărgărit, Voicu |
| 19 noiembrie 2022 11:00 | Sîrb, Șerdin 7      | (18-16) | S. Gheorghe 11      | Sala LPS, Buzău Arbitri: Mărgărit, Voicu |
| 19 noiembrie 2022 11:00 | Cronica             |         |                     | Sala LPS, Buzău Arbitri: Mărgărit, Voicu |

| 19 noiembrie 2022 12:00 | CS Activ Prahova Ploiești | 40 - 24 | ACS Școala 181 SSP București | Sala Sporturilor Olimpia, Ploiești Arbitri: Dudău, Dudău |
| 19 noiembrie 2022 12:00 | M. Arvatu 9               | (20-12) | A. M. Roșu 11                | Sala Sporturilor Olimpia, Ploiești Arbitri: Dudău, Dudău |
| 19 noiembrie 2022 12:00 | Cronica                   |         |                              | Sala Sporturilor Olimpia, Ploiești Arbitri: Dudău, Dudău |

| 19 noiembrie 2022 12:00 | ACS Unirea Dobroești | 26 - 30 | CS Rapid București II | Sala Unirea, Dobroești Arbitri: Geaburu, Mitran |
| 19 noiembrie 2022 12:00 | C. Petre 8           | (12-15) | Trifan 8              | Sala Unirea, Dobroești Arbitri: Geaburu, Mitran |
| 19 noiembrie 2022 12:00 | Cronica              |         |                       | Sala Unirea, Dobroești Arbitri: Geaburu, Mitran |

ACS Spartac București a stat.

### Etapa VIII
| 23 noiembrie 2022 14:00 | CS Rapid București II | 25 - 31 | CSM București II | Sala Rapid, București Arbitri: Constantin, Enache |
| 23 noiembrie 2022 14:00 | Trifan 9              | (14-14) | Mihai 8          | Sala Rapid, București Arbitri: Constantin, Enache |
| 23 noiembrie 2022 14:00 | Cronica               |         |                  | Sala Rapid, București Arbitri: Constantin, Enache |

| 23 noiembrie 2022 15:30 | CSU Știința București | 25 - 24 | CS Activ Prahova Ploiești | Sala Elite, București Arbitri: Murariu, Paraschiv |
| 23 noiembrie 2022 15:30 | B. S. Marin 6         | (16-11) | M. Arvatu 8               | Sala Elite, București Arbitri: Murariu, Paraschiv |
| 23 noiembrie 2022 15:30 | Cronica               |         |                           | Sala Elite, București Arbitri: Murariu, Paraschiv |

| 23 noiembrie 2022 17:00 | CSM Unirea Slobozia    | 30 - 26 | HC Dunărea Brăila II | Sala Sporturilor „Andreea Nica”, Slobozia Arbitri: Basso, Tofan |
| 23 noiembrie 2022 17:00 | S. Gheorghe, Bidașcu 7 | (15-12) | Epureanu 7           | Sala Sporturilor „Andreea Nica”, Slobozia Arbitri: Basso, Tofan |
| 23 noiembrie 2022 17:00 | Cronica                |         |                      | Sala Sporturilor „Andreea Nica”, Slobozia Arbitri: Basso, Tofan |

| 23 noiembrie 2022 17:30 | ACS Școala 181 SSP București | 34 - 30 | SCM Gloria Buzău II | Sala Iris, București Arbitri: Enache, Grădișteanu |
| 23 noiembrie 2022 17:30 | A. M. Roșu 18                | (18-15) | Sîrb 10             | Sala Iris, București Arbitri: Enache, Grădișteanu |
| 23 noiembrie 2022 17:30 | Cronica                      |         |                     | Sala Iris, București Arbitri: Enache, Grădișteanu |

| 23 noiembrie 2022 18:00 | ACS Spartac București | 16 - 35 | ACS Unirea Dobroești | Sala Unirea, Dobroești Arbitri: Andrei, Căunei |
| 23 noiembrie 2022 18:00 | Iștoc 5               | (6-20)  | Pițigoi 7            | Sala Unirea, Dobroești Arbitri: Andrei, Căunei |
| 23 noiembrie 2022 18:00 | Cronica               |         |                      | Sala Unirea, Dobroești Arbitri: Andrei, Căunei |

CSU Neptun Constanța a stat.

### Etapa IX
| 26 noiembrie 2022 12:30 | CS Activ Prahova Ploiești          | 33 - 21 | CS Rapid București II | Sala Sporturilor Olimpia, Ploiești Arbitri: Ivanciu, Matei |
| 26 noiembrie 2022 12:30 | E. Andrița, Dumitrașcu, Ivanenko 6 | (16-11) | Popescu 6             | Sala Sporturilor Olimpia, Ploiești Arbitri: Ivanciu, Matei |
| 26 noiembrie 2022 12:30 | Cronica                            |         |                       | Sala Sporturilor Olimpia, Ploiești Arbitri: Ivanciu, Matei |

| 26 noiembrie 2022 13:00 | SCM Gloria Buzău II | 36 - 46 | CSU Știința București | Sala Sporturilor „Romeo Iamandi”, Buzău Arbitri: Cristea, Pădeanu |
| 26 noiembrie 2022 13:00 | Sîrb 16             | (21-20) | Gădăleanu 12          | Sala Sporturilor „Romeo Iamandi”, Buzău Arbitri: Cristea, Pădeanu |
| 26 noiembrie 2022 13:00 | Cronica             |         |                       | Sala Sporturilor „Romeo Iamandi”, Buzău Arbitri: Cristea, Pădeanu |

| 26 noiembrie 2022 13:00 | HC Dunărea Brăila II | 29 - 16 | ACS Școala 181 SSP București | Sala Polivalentă „Danubius”, Brăila Arbitri: Chirițoiu, Oprea |
| 26 noiembrie 2022 13:00 | L. Surdu 6           | (15-11) | Vicențiu 7                   | Sala Polivalentă „Danubius”, Brăila Arbitri: Chirițoiu, Oprea |
| 26 noiembrie 2022 13:00 | Cronica              |         |                              | Sala Polivalentă „Danubius”, Brăila Arbitri: Chirițoiu, Oprea |

| 26 noiembrie 2022 13:00 | CSU Neptun Constanța | 28 - 43 | CSM Unirea Slobozia | Sala Sporturilor „Simona Amânar”, Constanța Arbitri: Pîrvu, Potîrniche |
| 26 noiembrie 2022 13:00 | I. Mihăilă 7         | (16-19) | S. Gheorghe 13      | Sala Sporturilor „Simona Amânar”, Constanța Arbitri: Pîrvu, Potîrniche |
| 26 noiembrie 2022 13:00 | Cronica              |         |                     | Sala Sporturilor „Simona Amânar”, Constanța Arbitri: Pîrvu, Potîrniche |

| 26 noiembrie 2022 16:00 | CSM București II | 34 - 14 | ACS Spartac București | Sala Elite, București Arbitri: Radu, Vișan |
| 26 noiembrie 2022 16:00 | Mihai 13         | (15-7)  | Mincu 6               | Sala Elite, București Arbitri: Radu, Vișan |
| 26 noiembrie 2022 16:00 | Cronica          |         |                       | Sala Elite, București Arbitri: Radu, Vișan |

ACS Unirea Dobroești a stat.

### Etapa X
| 4 decembrie 2022 14:30 | ACS Spartac București | 12 - 36 | CS Activ Prahova Ploiești | Sala Elite, București Arbitri: Barbu, Goleanu |
| 4 decembrie 2022 14:30 | Mincu 5               | (6-19)  | M. Arvatu 6               | Sala Elite, București Arbitri: Barbu, Goleanu |
| 4 decembrie 2022 14:30 | Cronica               |         |                           | Sala Elite, București Arbitri: Barbu, Goleanu |

| 7 decembrie 2022 12:30 | CS Rapid București II | 48 - 31 | SCM Gloria Buzău II | Sala Rapid, București Arbitri: Paraschiv, Stănescu |
| 7 decembrie 2022 12:30 | Trifan 14             | (21-22) | Sîrb 17             | Sala Rapid, București Arbitri: Paraschiv, Stănescu |
| 7 decembrie 2022 12:30 | Cronica               |         |                     | Sala Rapid, București Arbitri: Paraschiv, Stănescu |

| 7 decembrie 2022 15:30 | CSU Știința București | 35 - 29 | HC Dunărea Brăila II | Sala Elite, București Arbitri: Constantin, Enache |
| 7 decembrie 2022 15:30 | Gădăleanu 7           | (21-16) | B. Neacșu 6          | Sala Elite, București Arbitri: Constantin, Enache |
| 7 decembrie 2022 15:30 | Cronica               |         |                      | Sala Elite, București Arbitri: Constantin, Enache |

| 7 decembrie 2022 17:30 | ACS Școala 181 SSP București | 25 - 29 | CSU Neptun Constanța | Sala Iris, București Arbitri: Constantin, Oprea |
| 7 decembrie 2022 17:30 | A. M. Roșu 7                 | (12-16) | Stănciulescu 9       | Sala Iris, București Arbitri: Constantin, Oprea |
| 7 decembrie 2022 17:30 | Cronica                      |         |                      | Sala Iris, București Arbitri: Constantin, Oprea |

| 7 decembrie 2022 18:30 | ACS Unirea Dobroești     | 30 - 33 | CSM București II | Sala Unirea, Dobroești Arbitri: Andrei, Căunei |
| 7 decembrie 2022 18:30 | Bragadireanu, C. Petre 6 | (17-15) | Mohamed 5        | Sala Unirea, Dobroești Arbitri: Andrei, Căunei |
| 7 decembrie 2022 18:30 | Cronica                  |         |                  | Sala Unirea, Dobroești Arbitri: Andrei, Căunei |

CSM Unirea Slobozia a stat.

### Etapa XI
| 10 decembrie 2022 10:00 | HC Dunărea Brăila II | 33 - 24 | CS Rapid București II | Sala Polivalentă „Danubius”, Brăila Arbitri: Damian, Hodorogea |
| 10 decembrie 2022 10:00 | Epureanu, Pisică 9   | (18-13) | Manole 9              | Sala Polivalentă „Danubius”, Brăila Arbitri: Damian, Hodorogea |
| 10 decembrie 2022 10:00 | Cronica              |         |                       | Sala Polivalentă „Danubius”, Brăila Arbitri: Damian, Hodorogea |

| 10 decembrie 2022 11:00 | CSM Unirea Slobozia | 34 - 22 | ACS Școala 181 SSP București | Sala Sporturilor „Andreea Nica”, Slobozia Arbitri: Bida, Olar |
| 10 decembrie 2022 11:00 | S. Gheorghe 9       | (17-7)  | Vicențiu 7                   | Sala Sporturilor „Andreea Nica”, Slobozia Arbitri: Bida, Olar |
| 10 decembrie 2022 11:00 | Cronica             |         |                              | Sala Sporturilor „Andreea Nica”, Slobozia Arbitri: Bida, Olar |

| 10 decembrie 2022 12:30 | CS Activ Prahova Ploiești | 32 - 25 | ACS Unirea Dobroești | Sala Sporturilor Olimpia, Ploiești Arbitri: Geaburu, Mitran |
| 10 decembrie 2022 12:30 | Sava 8                    | (17-14) | Lixandru, C. Petre 5 | Sala Sporturilor Olimpia, Ploiești Arbitri: Geaburu, Mitran |
| 10 decembrie 2022 12:30 | Cronica                   |         |                      | Sala Sporturilor Olimpia, Ploiești Arbitri: Geaburu, Mitran |

| 10 decembrie 2022 13:00 | CSU Neptun Constanța | 28 - 32 | CSU Știința București | Sala Sporturilor „Simona Amânar”, Constanța Arbitri: Popa, Velișcă |
| 10 decembrie 2022 13:00 | I. Mihăilă, Milea 6  | (10-16) | Bizău 10              | Sala Sporturilor „Simona Amânar”, Constanța Arbitri: Popa, Velișcă |
| 10 decembrie 2022 13:00 | Cronica              |         |                       | Sala Sporturilor „Simona Amânar”, Constanța Arbitri: Popa, Velișcă |

| 10 decembrie 2022 13:300 | SCM Gloria Buzău II | 37 - 33 | ACS Spartac București | Sala Sporturilor „Romeo Iamandi”, Buzău Arbitri: Cristea, Pădeanu |
| 10 decembrie 2022 13:300 | Sîrb 14             | (19-14) | Iștoc 11              | Sala Sporturilor „Romeo Iamandi”, Buzău Arbitri: Cristea, Pădeanu |
| 10 decembrie 2022 13:300 | Cronica             |         |                       | Sala Sporturilor „Romeo Iamandi”, Buzău Arbitri: Cristea, Pădeanu |

CSM București II a stat.
| Clasament valabil pe 10 decembrie 2022, la finalul turului. \| Poz. \| Echipa \| J \| V \| E \| Î \| GM \| GP \| DG \| P \| \| ---- \| ---------------------------- \| -- \| -- \| - \| - \| --- \| --- \| ----- \| -- \| \| 1 \| CSU Știința București \| 10 \| 10 \| 0 \| 0 \| 365 \| 252 \| + 113 \| 30 \| \| 2 \| CS Activ Prahova Ploiești \| 10 \| 8 \| 1 \| 1 \| 323 \| 212 \| + 111 \| 25 \| \| 3 \| CSM Unirea Slobozia \| 10 \| 8 \| 1 \| 1 \| 372 \| 284 \| + 88 \| 25 \| \| 4 \| HC Dunărea Brăila II \| 10 \| 7 \| 0 \| 3 \| 311 \| 250 \| + 61 \| 21 \| \| 5 \| CSU Neptun Constanța \| 10 \| 6 \| 0 \| 4 \| 298 \| 279 \| + 19 \| 18 \| \| 6 \| CSM București II \| 10 \| 4 \| 0 \| 6 \| 310 \| 307 \| + 3 \| 12 \| \| 7 \| CS Rapid București II \| 10 \| 4 \| 0 \| 6 \| 281 \| 301 \| – 29 \| 12 \| \| 8 \| ACS Unirea Dobroești \| 10 \| 3 \| 0 \| 7 \| 287 \| 319 \| – 32 \| 9 \| \| 9 \| ACS Școala 181 SSP București \| 10 \| 2 \| 1 \| 7 \| 258 \| 309 \| – 51 \| 7 \| \| 10 \| SCM Gloria Buzău II \| 10 \| 1 \| 0 \| 9 \| 296 \| 396 \| – 100 \| 3 \| \| 11 \| ACS Spartac București \| 10 \| 0 \| 1 \| 9 \| 185 \| 368 \| – 183 \| 1 \| |                              |    |    |   |   |     |     |       |    |
| Poz. | Echipa                       | J  | V  | E | Î | GM  | GP  | DG    | P  |
| 1 | CSU Știința București        | 10 | 10 | 0 | 0 | 365 | 252 | + 113 | 30 |
| 2 | CS Activ Prahova Ploiești    | 10 | 8  | 1 | 1 | 323 | 212 | + 111 | 25 |
| 3 | CSM Unirea Slobozia          | 10 | 8  | 1 | 1 | 372 | 284 | + 88  | 25 |
| 4 | HC Dunărea Brăila II         | 10 | 7  | 0 | 3 | 311 | 250 | + 61  | 21 |
| 5 | CSU Neptun Constanța         | 10 | 6  | 0 | 4 | 298 | 279 | + 19  | 18 |
| 6 | CSM București II             | 10 | 4  | 0 | 6 | 310 | 307 | + 3   | 12 |
| 7 | CS Rapid București II        | 10 | 4  | 0 | 6 | 281 | 301 | – 29  | 12 |
| 8 | ACS Unirea Dobroești         | 10 | 3  | 0 | 7 | 287 | 319 | – 32  | 9  |
| 9 | ACS Școala 181 SSP București | 10 | 2  | 1 | 7 | 258 | 309 | – 51  | 7  |
| 10 | SCM Gloria Buzău II          | 10 | 1  | 0 | 9 | 296 | 396 | – 100 | 3  |
| 11 | ACS Spartac București        | 10 | 0  | 1 | 9 | 185 | 368 | – 183 | 1  |

### Rezultate în retur
Date oficiale publicate de Federația Română de Handbal

### Etapa XII
| 14 ianuarie 2023 11:00 | CSM Unirea Slobozia | 30 - 34 | CSU Știința București      | Sala Sporturilor „Andreea Nica”, Slobozia Arbitri: Georgescu, Moldoveanu |
| 14 ianuarie 2023 11:00 | S. Gheorghe 15      | (14-17) | I. Leuștean, A. M. Petre 6 | Sala Sporturilor „Andreea Nica”, Slobozia Arbitri: Georgescu, Moldoveanu |
| 14 ianuarie 2023 11:00 | Cronica             |         |                            | Sala Sporturilor „Andreea Nica”, Slobozia Arbitri: Georgescu, Moldoveanu |

| 14 ianuarie 2023 12:00 | CSU Neptun Constanța | 36 - 38 | CS Rapid București II | Sala Sporturilor „Simona Amânar”, Constanța Arbitri: Popescu, Trică |
| 14 ianuarie 2023 12:00 | Stănciulescu 8       | (16-19) | Manole, Trifan 10     | Sala Sporturilor „Simona Amânar”, Constanța Arbitri: Popescu, Trică |
| 14 ianuarie 2023 12:00 | Cronica              |         |                       | Sala Sporturilor „Simona Amânar”, Constanța Arbitri: Popescu, Trică |

| 14 ianuarie 2023 12:00 | SCM Gloria Buzău II | 35 - 36 | ACS Unirea Dobroești | Sala Sporturilor „Romeo Iamandi”, Buzău Arbitri: Armanu, Botezatu |
| 14 ianuarie 2023 12:00 | Sîrb 14             | (19-17) | C. Petre 13          | Sala Sporturilor „Romeo Iamandi”, Buzău Arbitri: Armanu, Botezatu |
| 14 ianuarie 2023 12:00 | Cronica             |         |                      | Sala Sporturilor „Romeo Iamandi”, Buzău Arbitri: Armanu, Botezatu |

| 14 ianuarie 2023 13:00 | HC Dunărea Brăila II | 45 - 14 | ACS Spartac București | Sala Polivalentă „Danubius”, Brăila Arbitri: Bida, Olar |
| 14 ianuarie 2023 13:00 | David 8              | (21-5)  | Halmagyi 4            | Sala Polivalentă „Danubius”, Brăila Arbitri: Bida, Olar |
| 14 ianuarie 2023 13:00 | Cronica              |         |                       | Sala Polivalentă „Danubius”, Brăila Arbitri: Bida, Olar |

| 15 ianuarie 2023 13:00 | CS Activ Prahova Ploiești | 35 - 25 | CSM București II | Sala Sporturilor Olimpia, Ploiești Arbitri: Dudău, Dudău |
| 15 ianuarie 2023 13:00 | Moldoveanu, F. Popescu 8  | (18-13) | Mohamed 6        | Sala Sporturilor Olimpia, Ploiești Arbitri: Dudău, Dudău |
| 15 ianuarie 2023 13:00 | Cronica                   |         |                  | Sala Sporturilor Olimpia, Ploiești Arbitri: Dudău, Dudău |

ACS Școala 181 SSP București a stat.

### Etapa XIII
| 21 ianuarie 2023 11:00 | CSU Știința București | 38 - 21 | ACS Școala 181 SSP București | Sala Elite, București Arbitri: Enache, Grădișteanu |
| 21 ianuarie 2023 11:00 | Gădăleanu 9           | (19-8)  | A. M. Roșu 9                 | Sala Elite, București Arbitri: Enache, Grădișteanu |
| 21 ianuarie 2023 11:00 | Cronica               |         |                              | Sala Elite, București Arbitri: Enache, Grădișteanu |

| 21 ianuarie 2023 11:30 | CS Rapid București II | 30 - 34 | CSM Unirea Slobozia | Sala Rapid, București Arbitri: Marii, Stegaru |
| 21 ianuarie 2023 11:30 | Trifan 7              | (10-19) | Soreanu 8           | Sala Rapid, București Arbitri: Marii, Stegaru |
| 21 ianuarie 2023 11:30 | Cronica               |         |                     | Sala Rapid, București Arbitri: Marii, Stegaru |

| 21 ianuarie 2023 13:00 | ACS Unirea Dobroești | 16 - 27 | HC Dunărea Brăila II | Sala Unirea, Dobroești Arbitri: Caloian, Jugănaru |
| 21 ianuarie 2023 13:00 | Giboi 4              | (6-14)  | A. M. Găvrilă 6      | Sala Unirea, Dobroești Arbitri: Caloian, Jugănaru |
| 21 ianuarie 2023 13:00 | Cronica              |         |                      | Sala Unirea, Dobroești Arbitri: Caloian, Jugănaru |

| 21 ianuarie 2023 14:00 | CSM București II | 30 - 27 | SCM Gloria Buzău II | Sala Apollo, București Arbitri: Drăgan, Ionică |
| 21 ianuarie 2023 14:00 | Maxim 7          | (17-16) | Sîrb 15             | Sala Apollo, București Arbitri: Drăgan, Ionică |
| 21 ianuarie 2023 14:00 | Cronica          |         |                     | Sala Apollo, București Arbitri: Drăgan, Ionică |

| 21 ianuarie 2023 16:30 | ACS Spartac București | 23 - 43 | CSU Neptun Constanța | Sala Elite, București Arbitri: Constantin, Oprea |
| 21 ianuarie 2023 16:30 | Halmagyi 7            | (8-18)  | I. Mihăilă, Țilea 8  | Sala Elite, București Arbitri: Constantin, Oprea |
| 21 ianuarie 2023 16:30 | Cronica               |         |                      | Sala Elite, București Arbitri: Constantin, Oprea |

CS Activ Prahova Ploiești a stat.

### Etapa XIV
| 26 ianuarie 2023 14:00 | HC Dunărea Brăila II      | 27 - 22 | CSM București II | Sala Polivalentă „Danubius”, Brăila Arbitri: Agraviloaie, Bura |
| 26 ianuarie 2023 14:00 | A. M. Găvrilă, L. Surdu 6 | (15-9)  | M. Voicu 5       | Sala Polivalentă „Danubius”, Brăila Arbitri: Agraviloaie, Bura |
| 26 ianuarie 2023 14:00 | Cronica                   |         |                  | Sala Polivalentă „Danubius”, Brăila Arbitri: Agraviloaie, Bura |

| 28 ianuarie 2023 11:00 | CSM Unirea Slobozia | 39 - 15 | ACS Spartac București | Sala Sporturilor „Andreea Nica”, Slobozia Arbitri: Damian, Hodorogea |
| 28 ianuarie 2023 11:00 | Polismac 10         | (15-8)  | Dinuț, Iortoman 5     | Sala Sporturilor „Andreea Nica”, Slobozia Arbitri: Damian, Hodorogea |
| 28 ianuarie 2023 11:00 | Cronica             |         |                       | Sala Sporturilor „Andreea Nica”, Slobozia Arbitri: Damian, Hodorogea |

| 28 ianuarie 2023 12:00 | SCM Gloria Buzău II | 18 - 42 | CS Activ Prahova Ploiești | Sala Sporturilor „Romeo Iamandi”, Buzău Arbitri: Chirițoiu, Stancu |
| 28 ianuarie 2023 12:00 | Șerdin 5            | (9-24)  | R. Gavrilă 6              | Sala Sporturilor „Romeo Iamandi”, Buzău Arbitri: Chirițoiu, Stancu |
| 28 ianuarie 2023 12:00 | Cronica             |         |                           | Sala Sporturilor „Romeo Iamandi”, Buzău Arbitri: Chirițoiu, Stancu |

| 28 ianuarie 2023 13:00 | CSU Neptun Constanța | 25 - 18 | ACS Unirea Dobroești | Sala Sporturilor „Simona Amânar”, Constanța Arbitri: Popa, Velișcă |
| 28 ianuarie 2023 13:00 | I. Mihăilă 9         | (12-8)  | C. Petre 10          | Sala Sporturilor „Simona Amânar”, Constanța Arbitri: Popa, Velișcă |
| 28 ianuarie 2023 13:00 | Cronica              |         |                      | Sala Sporturilor „Simona Amânar”, Constanța Arbitri: Popa, Velișcă |

| 28 ianuarie 2023 17:00 | ACS Școala 181 SSP București | 26 - 17 | CS Rapid București II | Sala Iris, București Arbitri: Constantin, Enache |
| 28 ianuarie 2023 17:00 | Vicențiu 10                  | (14-9)  | Trifan 5              | Sala Iris, București Arbitri: Constantin, Enache |
| 28 ianuarie 2023 17:00 | Cronica                      |         |                       | Sala Iris, București Arbitri: Constantin, Enache |

CSU Știința București a stat.

### Etapa XV
| 4 februarie 2023 11:30 | CS Rapid București II | 25 - 39 | CSU Știința București | Sala Rapid, București Arbitri: Costache, Vasile |
| 4 februarie 2023 11:30 | Petrică, Stoichiță 6  | (13-20) | Lăscăteu 7            | Sala Rapid, București Arbitri: Costache, Vasile |
| 4 februarie 2023 11:30 | Cronica               |         |                       | Sala Rapid, București Arbitri: Costache, Vasile |

| 4 februarie 2023 14:00 | CSM București II | 35 - 35 | CSU Neptun Constanța | Sala Apollo, București Arbitri: Badea, Șandor |
| 4 februarie 2023 14:00 | Mihai 10         | (17-21) | Matei 8              | Sala Apollo, București Arbitri: Badea, Șandor |
| 4 februarie 2023 14:00 | Cronica          |         |                      | Sala Apollo, București Arbitri: Badea, Șandor |

| 4 februarie 2023 14:00 | ACS Unirea Dobroești | 34 - 40 | CSM Unirea Slobozia | Sala Unirea, Dobroești Arbitri: Babău, Roibu |
| 4 februarie 2023 14:00 | Bragadireanu 10      | (15-21) | Florea 8            | Sala Unirea, Dobroești Arbitri: Babău, Roibu |
| 4 februarie 2023 14:00 | Cronica              |         |                     | Sala Unirea, Dobroești Arbitri: Babău, Roibu |

| 5 februarie 2023 11:30 | ACS Spartac București | 19 - 35 | ACS Școala 181 SSP București | Sala Elite, București Arbitri: Grecu, Zapciroiu |
| 5 februarie 2023 11:30 | Dinuț 9               | (10-16) | Vicențiu 12                  | Sala Elite, București Arbitri: Grecu, Zapciroiu |
| 5 februarie 2023 11:30 | Cronica               |         |                              | Sala Elite, București Arbitri: Grecu, Zapciroiu |

| 7 februarie 2023 13:00 | CS Activ Prahova Ploiești | 27 - 15 | HC Dunărea Brăila II | Sala Sporturilor Olimpia, Ploiești Arbitri: Chirițoiu, Stanciu |
| 7 februarie 2023 13:00 | M. Arvatu 8               | (14-5)  | L. Surdu 5           | Sala Sporturilor Olimpia, Ploiești Arbitri: Chirițoiu, Stanciu |
| 7 februarie 2023 13:00 | Cronica                   |         |                      | Sala Sporturilor Olimpia, Ploiești Arbitri: Chirițoiu, Stanciu |

SCM Gloria Buzău II a stat.

### Etapa XVI
| 11 februarie 2023 11:00 | CSU Știința București | 43 - 20 | ACS Spartac București | Sala Elite, București Arbitri: Ivanciu, Matei |
| 11 februarie 2023 11:00 | Niculae 8             | (23-8)  | Ivan 9                | Sala Elite, București Arbitri: Ivanciu, Matei |
| 11 februarie 2023 11:00 | Cronica               |         |                       | Sala Elite, București Arbitri: Ivanciu, Matei |

| 11 februarie 2023 11:00 | CSM Unirea Slobozia | 33 - 30 | CSM București II | Sala Sporturilor „Andreea Nica”, Slobozia Arbitri: Avădanii, Popovici |
| 11 februarie 2023 11:00 | Polismac 7          | (17-5)  | Maxim, Mohamed 7 | Sala Sporturilor „Andreea Nica”, Slobozia Arbitri: Avădanii, Popovici |
| 11 februarie 2023 11:00 | Cronica             |         |                  | Sala Sporturilor „Andreea Nica”, Slobozia Arbitri: Avădanii, Popovici |

| 11 februarie 2023 13:00 | HC Dunărea Brăila II | 38 - 21 | SCM Gloria Buzău II | Sala Polivalentă „Danubius”, Brăila Arbitri: Stuparu, Valcu |
| 11 februarie 2023 13:00 | David, Iordache 7    | (19-6)  | Pandelea 8          | Sala Polivalentă „Danubius”, Brăila Arbitri: Stuparu, Valcu |
| 11 februarie 2023 13:00 | Cronica              |         |                     | Sala Polivalentă „Danubius”, Brăila Arbitri: Stuparu, Valcu |

| 11 februarie 2023 17:00 | ACS Școala 181 SSP București | 26 - 26 | ACS Unirea Dobroești | Sala Iris, București Arbitri: Ali, Mihordea |
| 11 februarie 2023 17:00 | A. M. Roșu 9                 | (13-13) | C. Petre 10          | Sala Iris, București Arbitri: Ali, Mihordea |
| 11 februarie 2023 17:00 | Cronica                      |         |                      | Sala Iris, București Arbitri: Ali, Mihordea |

| 12 februarie 2023 14:30 | CSU Neptun Constanța | 25 - 30 | CS Activ Prahova Ploiești | Sala Sporturilor „Simona Amânar”, Constanța Arbitri: Drăghici, Drăguț |
| 12 februarie 2023 14:30 | R. Gheorghe, Matei 5 | (14-15) | M. Arvatu 6               | Sala Sporturilor „Simona Amânar”, Constanța Arbitri: Drăghici, Drăguț |
| 12 februarie 2023 14:30 | Cronica              |         |                           | Sala Sporturilor „Simona Amânar”, Constanța Arbitri: Drăghici, Drăguț |

CS Rapid București II a stat.

### Etapa XVII
| 17 februarie 2023 14:30 | SCM Gloria Buzău II | 32 - 39 | CSU Neptun Constanța | Sala Sporturilor „Romeo Iamandi”, Buzău Arbitri: Constantin, Oprea |
| 17 februarie 2023 14:30 | Sîrb 20             | (19-19) | R. Gheorghe 12       | Sala Sporturilor „Romeo Iamandi”, Buzău Arbitri: Constantin, Oprea |
| 17 februarie 2023 14:30 | Cronica             |         |                      | Sala Sporturilor „Romeo Iamandi”, Buzău Arbitri: Constantin, Oprea |

| 17 februarie 2023 17:00 | ACS Unirea Dobroești | 23 - 39 | CSU Știința București | Sala Unirea, Dobroești Arbitri: Constantin, Enache |
| 17 februarie 2023 17:00 | Pițigoi 8            | (9-19)  | Șerban 9              | Sala Unirea, Dobroești Arbitri: Constantin, Enache |
| 17 februarie 2023 17:00 | Cronica              |         |                       | Sala Unirea, Dobroești Arbitri: Constantin, Enache |

| 18 februarie 2023 10:00 | CSM București II | 42 - 30 | ACS Școala 181 SSP București | Sala Apollo, București Arbitri: Mărgărit, Voicu |
| 18 februarie 2023 10:00 | Stoica 9         | (25-14) | Vicențiu 12                  | Sala Apollo, București Arbitri: Mărgărit, Voicu |
| 18 februarie 2023 10:00 | Cronica          |         |                              | Sala Apollo, București Arbitri: Mărgărit, Voicu |

| 18 februarie 2023 12:30 | CS Activ Prahova Ploiești | 31 - 29 | CSM Unirea Slobozia | Sala Sporturilor Olimpia, Ploiești Arbitri: Lovin, Stancu |
| 18 februarie 2023 12:30 | M. Arvatu, Moldoveanu 7   | (16-15) | Fînaru 7            | Sala Sporturilor Olimpia, Ploiești Arbitri: Lovin, Stancu |
| 18 februarie 2023 12:30 | Cronica                   |         |                     | Sala Sporturilor Olimpia, Ploiești Arbitri: Lovin, Stancu |

| 18 februarie 2023 14:30 | ACS Spartac București | 23 - 30 | CS Rapid București II | Sala Elite, București Arbitri: Radu, Vișan |
| 18 februarie 2023 14:30 | Iștoc 13              | (10-16) | Manole 14             | Sala Elite, București Arbitri: Radu, Vișan |
| 18 februarie 2023 14:30 | Cronica               |         |                       | Sala Elite, București Arbitri: Radu, Vișan |

HC Dunărea Brăila II a stat.

### Etapa XVIII
| 10 martie 2023 11:00 | CSM Unirea Slobozia | 42 - 28 | SCM Gloria Buzău II | Sala Sporturilor „Andreea Nica”, Slobozia Arbitri: Damian, Hodorogea |
| 10 martie 2023 11:00 | Polismac 10         | (22-20) | Sîrb 11             | Sala Sporturilor „Andreea Nica”, Slobozia Arbitri: Damian, Hodorogea |
| 10 martie 2023 11:00 | 5× 1×               | Cronica | 3×                  | Sala Sporturilor „Andreea Nica”, Slobozia Arbitri: Damian, Hodorogea |

| 10 martie 2023 14:00 | CSU Neptun Constanța  | 29 - 33 | HC Dunărea Brăila II | Sala Sporturilor „Simona Amânar”, Constanța Arbitri: Constantin, Enache |
| 10 martie 2023 14:00 | Matei, Stănciulescu 9 | (14-15) | L. Surdu 7           | Sala Sporturilor „Simona Amânar”, Constanța Arbitri: Constantin, Enache |
| 10 martie 2023 14:00 | 4× 2×                 | Cronica | 3× 2×                | Sala Sporturilor „Simona Amânar”, Constanța Arbitri: Constantin, Enache |

| 11 martie 2023 12:00 | ACS Școala 181 SSP București | 21 - 25 | CS Activ Prahova Ploiești | Sala Iris, București Arbitri: Mărgărit, Voicu |
| 11 martie 2023 12:00 | A. M. Roșu 10                | (11-10) | F. Popescu 6              | Sala Iris, București Arbitri: Mărgărit, Voicu |
| 11 martie 2023 12:00 | 2×                           | Cronica | 4× 1×                     | Sala Iris, București Arbitri: Mărgărit, Voicu |

| 11 martie 2023 13:30 | CS Rapid București II | 34 - 28 | ACS Unirea Dobroești | Sala Rapid, București Arbitri: Dudău, Dudău |
| 11 martie 2023 13:30 | Geamănu 10            | (17-16) | Bragadireanu 9       | Sala Rapid, București Arbitri: Dudău, Dudău |
| 11 martie 2023 13:30 | 3× 1×                 | Cronica | 6× 1×                | Sala Rapid, București Arbitri: Dudău, Dudău |

| 14 martie 2023 18:00 | CSU Știința București | 45 - 33 | CSM București II | Sala Elite, București Arbitri: Radu, Vișan |
| 14 martie 2023 18:00 | A. M. Petre 8         | (28-15) | Mohamed 6        | Sala Elite, București Arbitri: Radu, Vișan |
| 14 martie 2023 18:00 | 5× 1×                 | Cronica | 2× 3×            | Sala Elite, București Arbitri: Radu, Vișan |

ACS Spartac București a stat.

### Etapa XIX
| 18 martie 2023 11:00 | ACS Unirea Dobroești | 36 - 29 | ACS Spartac București | Sala Unirea, Dobroești Arbitri: Enache, Grădișteanu |
| 18 martie 2023 11:00 | C. Petre 7           | (17-16) | Halmagyi 8            | Sala Unirea, Dobroești Arbitri: Enache, Grădișteanu |
| 18 martie 2023 11:00 | 4×                   | Cronica | 5× 1×                 | Sala Unirea, Dobroești Arbitri: Enache, Grădișteanu |

| 18 martie 2023 12:00 | HC Dunărea Brăila II | 30 - 27 | CSM Unirea Slobozia   | Sala Polivalentă „Danubius”, Brăila Arbitri: Avădanii, Popovici |
| 18 martie 2023 12:00 | Ababei 10            | (17-9)  | Fânaru, S. Gheorghe 4 | Sala Polivalentă „Danubius”, Brăila Arbitri: Avădanii, Popovici |
| 18 martie 2023 12:00 | 3× 1×                | Cronica | 3× 2×                 | Sala Polivalentă „Danubius”, Brăila Arbitri: Avădanii, Popovici |

| 18 martie 2023 12:30 | CS Activ Prahova Ploiești | 21 - 30 | CSU Știința București | Sala Sporturilor Olimpia, Ploiești Arbitri: Ifrim, Olisei |
| 18 martie 2023 12:30 | M. Arvatu 6               | (11-12) | B. S. Marin 6         | Sala Sporturilor Olimpia, Ploiești Arbitri: Ifrim, Olisei |
| 18 martie 2023 12:30 | 2× 1× 1× 1×               | Cronica | 4× 3×                 | Sala Sporturilor Olimpia, Ploiești Arbitri: Ifrim, Olisei |

| 18 martie 2023 13:30 | SCM Gloria Buzău II | 35 - 30 | ACS Școala 181 SSP București | Sala Sporturilor „Romeo Iamandi”, Buzău Arbitri: Stuparu, Valcu |
| 18 martie 2023 13:30 | Sîrb 13             | (20-17) | Vicențiu 10                  | Sala Sporturilor „Romeo Iamandi”, Buzău Arbitri: Stuparu, Valcu |
| 18 martie 2023 13:30 | 2× 2×               | Cronica | 1× 2×                        | Sala Sporturilor „Romeo Iamandi”, Buzău Arbitri: Stuparu, Valcu |

| 22 martie 2023 14:00 | CSM București II | 31 - 26 | CS Rapid București II | Sala Apollo, București Arbitri: Mărgărit, Voicu |
| 22 martie 2023 14:00 | Mihai 9          | (15-12) | Trifan 7              | Sala Apollo, București Arbitri: Mărgărit, Voicu |
| 22 martie 2023 14:00 | 2× 1×            | Cronica | 2× 1×                 | Sala Apollo, București Arbitri: Mărgărit, Voicu |

CSU Neptun Constanța a stat.

### Etapa XX
| 25 martie 2023 12:00 | ACS Școala 181 SSP București | 27 - 34 | HC Dunărea Brăila II | Sala Iris, București Arbitri: Geaburu, Mitran |
| 25 martie 2023 12:00 | A. M. Roșu 11                | (16-16) | L. Surdu 12          | Sala Iris, București Arbitri: Geaburu, Mitran |
| 25 martie 2023 12:00 | 7× 2×                        | Cronica | 3× 2×                | Sala Iris, București Arbitri: Geaburu, Mitran |

| 25 martie 2023 12:00 | CSU Știința București | 43 - 27 | SCM Gloria Buzău II | Sala Elite, București Arbitri: Grecu, Zapciroiu |
| 25 martie 2023 12:00 | Lăscăteu 13           | (23-15) | Sîrb 12             | Sala Elite, București Arbitri: Grecu, Zapciroiu |
| 25 martie 2023 12:00 | 7× 1×                 | Cronica | 4× 1×               | Sala Elite, București Arbitri: Grecu, Zapciroiu |

| 25 martie 2023 14:00 | ACS Spartac București | 22 - 49 | CSM București II | Sala Elite, București Arbitri: Paraschiv, Stănescu |
| 25 martie 2023 14:00 | Iștoc 7               | (9-23)  | Mohamed 10       | Sala Elite, București Arbitri: Paraschiv, Stănescu |
| 25 martie 2023 14:00 | 2× 2×                 | Cronica | 5× 1×            | Sala Elite, București Arbitri: Paraschiv, Stănescu |

| 26 martie 2023 12:00 | CSM Unirea Slobozia   | 41 - 31 | CSU Neptun Constanța | Sala Sporturilor „Andreea Nica”, Slobozia Arbitri: Murariu, Paraschiv |
| 26 martie 2023 12:00 | Florea, S. Gheorghe 9 | (17-13) | Stănciulescu 11      | Sala Sporturilor „Andreea Nica”, Slobozia Arbitri: Murariu, Paraschiv |
| 26 martie 2023 12:00 | 2× 2× 1×              | Cronica | 2× 3×                | Sala Sporturilor „Andreea Nica”, Slobozia Arbitri: Murariu, Paraschiv |

| 27 martie 2023 14:30 | CS Rapid București II | 22 - 39 | CS Activ Prahova Ploiești | Sala Rapid, București Arbitri: Chiriac, Cordescu |
| 27 martie 2023 14:30 | Geamănu 5             | (13-16) | A. Arvatu 7               | Sala Rapid, București Arbitri: Chiriac, Cordescu |
| 27 martie 2023 14:30 | 2× 2×                 | Cronica | 5× 2×                     | Sala Rapid, București Arbitri: Chiriac, Cordescu |

ACS Unirea Dobroești a stat.

### Etapa XXI
| 18 aprilie 2023 13:00 | SCM Gloria Buzău II | 38 - 43 | CS Rapid București II | Sala Sporturilor „Romeo Iamandi”, Buzău Arbitri: Agraviloaie, Bura |
| 18 aprilie 2023 13:00 | Sîrb 13             | (14-22) | Trifan 10             | Sala Sporturilor „Romeo Iamandi”, Buzău Arbitri: Agraviloaie, Bura |
| 18 aprilie 2023 13:00 | 1× 2×               | Cronica | 7× 2× 1×              | Sala Sporturilor „Romeo Iamandi”, Buzău Arbitri: Agraviloaie, Bura |

| 19 aprilie 2023 16:00 | CSU Neptun Constanța | 31 - 32 | ACS Școala 181 SSP București | Sala Sporturilor „Simona Amânar”, Constanța Arbitri: Chirițoiu, Stanciu |
| 19 aprilie 2023 16:00 | Stănciulescu 7       | (18-17) | A. M. Roșu 15                | Sala Sporturilor „Simona Amânar”, Constanța Arbitri: Chirițoiu, Stanciu |
| 19 aprilie 2023 16:00 | 5× 2× 1×             | Cronica | 6×                           | Sala Sporturilor „Simona Amânar”, Constanța Arbitri: Chirițoiu, Stanciu |

| 19 aprilie 2023 18:00 | CSM București II | 36 - 34 | ACS Unirea Dobroești | Sala Apollo, București Arbitri: Ali, Mihordea |
| 19 aprilie 2023 18:00 | A. Gheorghe 11   | (19-16) | Bragadireanu 9       | Sala Apollo, București Arbitri: Ali, Mihordea |
| 19 aprilie 2023 18:00 | 7× 1×            | Cronica | 4× 1×                | Sala Apollo, București Arbitri: Ali, Mihordea |

| 22 aprilie 2023 13:00 | HC Dunărea Brăila II | 34 - 23 | CSU Știința București | Sala Polivalentă „Danubius”, Brăila Arbitri: Ghiță, Topliceanu |
| 22 aprilie 2023 13:00 | Iordache 13          | (19-12) | Șerban 5              | Sala Polivalentă „Danubius”, Brăila Arbitri: Ghiță, Topliceanu |
| 22 aprilie 2023 13:00 | 3× 2×                | Cronica | 6× 1×                 | Sala Polivalentă „Danubius”, Brăila Arbitri: Ghiță, Topliceanu |

| 22 aprilie 2023 12:00 | CS Activ Prahova Ploiești | 33 - 15 | ACS Spartac București | Sala Sporturilor Olimpia, Ploiești Arbitri: Florea, Trăistaru |
| 22 aprilie 2023 12:00 | Sava 9                    | (17-8)  | Halmagyi 4            | Sala Sporturilor Olimpia, Ploiești Arbitri: Florea, Trăistaru |
| 22 aprilie 2023 12:00 | 2× 2×                     | Cronica | 2× 2×                 | Sala Sporturilor Olimpia, Ploiești Arbitri: Florea, Trăistaru |

CSM Unirea Slobozia a stat.

### Etapa XXII
| 23 aprilie 2023 10:00 | ACS Școala 181 SSP București | 29 - 39 | CSM Unirea Slobozia | Sala Iris, București Arbitri: Babău, Roibu |
| 23 aprilie 2023 10:00 | A. M. Roșu 10                | (11-15) | S. Gheorghe 7       | Sala Iris, București Arbitri: Babău, Roibu |
| 23 aprilie 2023 10:00 | 5×                           | Cronica | 2× 3×               | Sala Iris, București Arbitri: Babău, Roibu |

| 26 aprilie 2023 10:30 | ACS Spartac București | 34 - 31 | SCM Gloria Buzău II | Sala Elite, București Arbitri: Cristea, Pădeanu |
| 26 aprilie 2023 10:30 | Halmagyi, Pascal 7    | (16-14) | Stancu 11           | Sala Elite, București Arbitri: Cristea, Pădeanu |
| 26 aprilie 2023 10:30 | 3× 1×                 | Cronica | 5× 2×               | Sala Elite, București Arbitri: Cristea, Pădeanu |

| 26 aprilie 2023 16:00 | CS Rapid București II | 29 - 31 | HC Dunărea Brăila II | Sala Rapid, București Arbitri: Ali, Mihordea |
| 26 aprilie 2023 16:00 | Trifan 8              | (15-21) | Iordache 10          | Sala Rapid, București Arbitri: Ali, Mihordea |
| 26 aprilie 2023 16:00 | 6×                    | Cronica | 7× 1× 1×             | Sala Rapid, București Arbitri: Ali, Mihordea |

| 26 aprilie 2023 18:00 | ACS Unirea Dobroești    | 27 - 42 | CS Activ Prahova Ploiești | Sala Unirea, Dobroești Arbitri: Stuparu, Valcu |
| 26 aprilie 2023 18:00 | Bragadireanu, Pițigoi 6 | (10-21) | E. Andrița 10             | Sala Unirea, Dobroești Arbitri: Stuparu, Valcu |
| 26 aprilie 2023 18:00 | 4×                      | Cronica | 6× 1×                     | Sala Unirea, Dobroești Arbitri: Stuparu, Valcu |

| 27 aprilie 2023 12:30 | CSU Știința București | 46 - 35 | CSU Neptun Constanța | Sala Elite, București Arbitri: Constantin, Oprea |
| 27 aprilie 2023 12:30 | Bizău 11              | (22-14) | Stănciulescu 12      | Sala Elite, București Arbitri: Constantin, Oprea |
| 27 aprilie 2023 12:30 | 4× 2×                 | Cronica | 1×                   | Sala Elite, București Arbitri: Constantin, Oprea |

CSM București II a stat.

## Seria B

### Clasament
|  | Echipe care au participat la turneul final |

Clasament valabil pe 26 aprilie 2023, refăcut după eliminarea rezultatele echipelor CNE Sfântu Gheorghe și CSM Galați II, fără drept de promovare.
| Poz. | Echipa                        | J  | V  | E | Î  | GM  | GP  | DG    | P  |
| ---- | ----------------------------- | -- | -- | - | -- | --- | --- | ----- | -- |
| 1    | Corona Brașov                 | 14 | 14 | 0 | 0  | 614 | 259 | + 355 | 42 |
| 2    | CSM Roman                     | 14 | 10 | 0 | 4  | 420 | 367 | + 53  | 30 |
| 3    | CSM Iași 20201)               | 14 | 9  | 0 | 5  | 398 | 346 | + 52  | 27 |
| 4    | CSM Bacău                     | 14 | 9  | 0 | 5  | 365 | 367 | – 2   | 27 |
| 5    | HCF Piatra Neamț              | 14 | 6  | 1 | 7  | 382 | 405 | – 23  | 19 |
| 6    | HC Harghita Odorheiu Secuiesc | 14 | 4  | 0 | 10 | 427 | 486 | – 59  | 12 |
| 7    | CSM Făgăraș                   | 14 | 3  | 1 | 10 | 353 | 460 | – 107 | 10 |
| 8    | CS Știința Bacău              | 14 | 0  | 0 | 14 | 298 | 570 | – 272 | 0  |

1) CSM Iași 2020 și CSM Bacău au terminat sezonul la egalitate de puncte, iar departajarea s-a făcut conform articolului 3, aliniatul 1, paragraful 1, punctul b) din Regulamentul de desfășurare a competiției, echipa din Iași având un număr mai mare de goluri marcate în deplasare, în meciurile directe cu echipa din Bacău (CSM Iași 2020 - CSM Bacău: 22–21 / CSM Bacău - CSM Iași 2020: 25–24).
Clasament valabil pe 26 aprilie 2023.
| Poz. | Echipa                        | J  | V  | E | Î  | GM  | GP  | DG    | P  |
| ---- | ----------------------------- | -- | -- | - | -- | --- | --- | ----- | -- |
| 1    | Corona Brașov                 | 18 | 18 | 0 | 0  | 755 | 348 | + 407 | 54 |
| 2    | CNE Sfântu Gheorghe           | 17 | 13 | 0 | 4  | 498 | 439 | + 59  | 39 |
| 3    | CSM Iași 2020                 | 18 | 12 | 0 | 6  | 512 | 442 | + 70  | 36 |
| 4    | CSM Roman                     | 18 | 11 | 1 | 6  | 518 | 461 | + 57  | 34 |
| 5    | CSM Bacău                     | 18 | 10 | 0 | 8  | 465 | 487 | – 22  | 30 |
| 6    | CSM Galați II                 | 18 | 8  | 1 | 9  | 523 | 483 | + 40  | 25 |
| 7    | HCF Piatra Neamț              | 18 | 6  | 1 | 11 | 478 | 541 | – 63  | 19 |
| 8    | HC Harghita Odorheiu Secuiesc | 18 | 6  | 0 | 12 | 535 | 600 | – 65  | 18 |
| 9    | CSM Făgăraș                   | 18 | 3  | 1 | 14 | 449 | 590 | – 141 | 10 |
| 10   | CS Știința Bacău              | 17 | 0  | 0 | 17 | 352 | 694 | – 342 | 0  |

### Rezultate în tur
Date oficiale publicate de Federația Română de Handbal

### Etapa I
| 10 septembrie 2022 11:00 | CSM Bacău | 26 - 24 | CSM Făgăraș | Sala Sporturilor „Narcisa Lecușanu”, Bacău Arbitri: Bălan, Savin |
| 10 septembrie 2022 11:00 | Bârsan 11 | (14-10) | Opriș 10    | Sala Sporturilor „Narcisa Lecușanu”, Bacău Arbitri: Bălan, Savin |
| 10 septembrie 2022 11:00 | Cronica   |         |             | Sala Sporturilor „Narcisa Lecușanu”, Bacău Arbitri: Bălan, Savin |

| 10 septembrie 2022 11:00 | CSM Roman | 18 - 23 | CNE Sfântu Gheorghe | Sala Polivalentă, Roman Arbitri: Bârgâuan, Nicolaevici |
| 10 septembrie 2022 11:00 | Adin 8    | (11-9)  | Grigore 6           | Sala Polivalentă, Roman Arbitri: Bârgâuan, Nicolaevici |
| 10 septembrie 2022 11:00 | Cronica   |         |                     | Sala Polivalentă, Roman Arbitri: Bârgâuan, Nicolaevici |

| 10 septembrie 2022 12:00 | HCF Piatra Neamț | 20 - 16 | CSM Iași 2020 | Sala Polivalentă, Piatra Neamț Arbitri: Popa, Velișca |
| 10 septembrie 2022 12:00 | Macovei 12       | (11-7)  | Juverdeanu 4  | Sala Polivalentă, Piatra Neamț Arbitri: Popa, Velișca |
| 10 septembrie 2022 12:00 | Cronica          |         |               | Sala Polivalentă, Piatra Neamț Arbitri: Popa, Velișca |

| 10 septembrie 2022 13:00 | CS Știința Bacău     | 16 - 48 | Corona Brașov                   | Sala Sporturilor „Narcisa Lecușanu”, Bacău Arbitri: Costache, Vasile |
| 10 septembrie 2022 13:00 | A. Bucă, Pădurariu 5 | (10-21) | Berbece, Dumitrașcu, Iordachi 7 | Sala Sporturilor „Narcisa Lecușanu”, Bacău Arbitri: Costache, Vasile |
| 10 septembrie 2022 13:00 | Cronica              |         |                                 | Sala Sporturilor „Narcisa Lecușanu”, Bacău Arbitri: Costache, Vasile |

| 11 septembrie 2022 12:00 | HC Harghita Odorheiu Secuiesc | 25 - 23 | CSM Galați II         | Sala Sporturilor, Odorheiu Secuiesc Arbitri: Dudău, Dudău |
| 11 septembrie 2022 12:00 | Szabó 9                       | (12-12) | Frăsinel, Lv. Lazar 3 | Sala Sporturilor, Odorheiu Secuiesc Arbitri: Dudău, Dudău |
| 11 septembrie 2022 12:00 | Cronica                       |         |                       | Sala Sporturilor, Odorheiu Secuiesc Arbitri: Dudău, Dudău |

### Etapa II
| 17 septembrie 2022 10:00 | CSM Galați II | 26 - 29 | CSM Iași 2020 | Sala LPS, Iași Arbitri: Ifrim, Ilisei |
| 17 septembrie 2022 10:00 | Eiler 9       | (14-15) | Stanca 11     | Sala LPS, Iași Arbitri: Ifrim, Ilisei |
| 17 septembrie 2022 10:00 | Cronica       |         |               | Sala LPS, Iași Arbitri: Ifrim, Ilisei |

| 17 septembrie 2022 11:00 | HC Harghita Odorheiu Secuiesc | 26 - 31 | CSM Bacău       | Sala Sporturilor, Odorheiu Secuiesc Arbitri: Mărgărit, Pirciu |
| 17 septembrie 2022 11:00 | Szabó 10                      | (15-16) | Poiană-Țârdea 8 | Sala Sporturilor, Odorheiu Secuiesc Arbitri: Mărgărit, Pirciu |
| 17 septembrie 2022 11:00 | Cronica                       |         |                 | Sala Sporturilor, Odorheiu Secuiesc Arbitri: Mărgărit, Pirciu |

| 17 septembrie 2022 11:30 | Corona Brașov | 34 - 16 | CSM Roman | Sala „Dumitru Popescu Colibași”, Brașov Arbitri: Agliceriu, Turdean |
| 17 septembrie 2022 11:30 | Moraru 8      | (16-6)  | Adin 8    | Sala „Dumitru Popescu Colibași”, Brașov Arbitri: Agliceriu, Turdean |
| 17 septembrie 2022 11:30 | Cronica       |         |           | Sala „Dumitru Popescu Colibași”, Brașov Arbitri: Agliceriu, Turdean |

| 17 septembrie 2022 12:00 | CNE Sfântu Gheorghe | 30 - 28 | HCF Piatra Neamț | Sala Sporturilor „Kati Szabó”, Sfântu Gheorghe Arbitri: Avădăni, Popovici |
| 17 septembrie 2022 12:00 | Rău 8               | (16-8)  | Macovei 10       | Sala Sporturilor „Kati Szabó”, Sfântu Gheorghe Arbitri: Avădăni, Popovici |
| 17 septembrie 2022 12:00 | Cronica             |         |                  | Sala Sporturilor „Kati Szabó”, Sfântu Gheorghe Arbitri: Avădăni, Popovici |

| 17 septembrie 2022 14:00 | CSM Făgăraș | 30 - 21 | CS Știința Bacău | Sala Colegiului „Radu Negru”, Făgăraș Arbitri: Geaburu, Mitran |
| 17 septembrie 2022 14:00 | Opriș 7     | (10-12) | Pădurariu 10     | Sala Colegiului „Radu Negru”, Făgăraș Arbitri: Geaburu, Mitran |
| 17 septembrie 2022 14:00 | Cronica     |         |                  | Sala Colegiului „Radu Negru”, Făgăraș Arbitri: Geaburu, Mitran |

### Etapa III
| 24 septembrie 2022 10:00 | CSM Iași 2020 | 23 - 26 | CNE Sfântu Gheorghe | Sala LPS, Iași Arbitri: Murariu, Tabacariu |
| 24 septembrie 2022 10:00 | Jolobovici 7  | (10-13) | Grigore 7           | Sala LPS, Iași Arbitri: Murariu, Tabacariu |
| 24 septembrie 2022 10:00 | Cronica       |         |                     | Sala LPS, Iași Arbitri: Murariu, Tabacariu |

| 24 septembrie 2022 11:00 | CSM Roman | 36 - 25 | CSM Făgăraș | Sala Polivalentă, Roman Arbitri: Avădăni, Popovici |
| 24 septembrie 2022 11:00 | Loi 9     | (18-10) | Opriș 8     | Sala Polivalentă, Roman Arbitri: Avădăni, Popovici |
| 24 septembrie 2022 11:00 | Cronica   |         |             | Sala Polivalentă, Roman Arbitri: Avădăni, Popovici |

| 24 septembrie 2022 12:00 | CSM Bacău | 28 - 26 | CSM Galați II | Sala Sporturilor „Narcisa Lecușanu”, Bacău Arbitri: Maciornea, Savim |
| 24 septembrie 2022 12:00 | Bârsan 8  | (16-11) | Lv. Lazăr 6   | Sala Sporturilor „Narcisa Lecușanu”, Bacău Arbitri: Maciornea, Savim |
| 24 septembrie 2022 12:00 | Cronica   |         |               | Sala Sporturilor „Narcisa Lecușanu”, Bacău Arbitri: Maciornea, Savim |

| 24 septembrie 2022 12:00 | HCF Piatra Neamț | 16 - 34 | Corona Brașov | Sala Polivalentă, Piatra Neamț Arbitri: Bălan, Savon |
| 24 septembrie 2022 12:00 | Nica 6           | (9-20)  | Gandulfo 8    | Sala Polivalentă, Piatra Neamț Arbitri: Bălan, Savon |
| 24 septembrie 2022 12:00 | Cronica          |         |               | Sala Polivalentă, Piatra Neamț Arbitri: Bălan, Savon |

| 24 septembrie 2022 14:00 | CS Știința Bacău | 27 - 42 | HC Harghita Odorheiu Secuiesc | Sala Sporturilor „Narcisa Lecușanu”, Bacău Arbitri: Bădeliță, Poenaru |
| 24 septembrie 2022 14:00 | Pădurariu 11     | (14-25) | Gergely 11                    | Sala Sporturilor „Narcisa Lecușanu”, Bacău Arbitri: Bădeliță, Poenaru |
| 24 septembrie 2022 14:00 | Cronica          |         |                               | Sala Sporturilor „Narcisa Lecușanu”, Bacău Arbitri: Bădeliță, Poenaru |

### Etapa IV
| 8 octombrie 2022 11:00 | Corona Brașov | 44 - 18 | CSM Iași 2020 | Sala „Dumitru Popescu Colibași”, Brașov Arbitri: Ciutacu, Stamatoiu |
| 8 octombrie 2022 11:00 | Berbece 8     | (19-10) | Stanca 7      | Sala „Dumitru Popescu Colibași”, Brașov Arbitri: Ciutacu, Stamatoiu |
| 8 octombrie 2022 11:00 | Cronica       |         |               | Sala „Dumitru Popescu Colibași”, Brașov Arbitri: Ciutacu, Stamatoiu |

| 8 octombrie 2022 11:00 | CSM Făgăraș | 23 - 33 | HCF Piatra Neamț | Sala Colegiului „Radu Negru”, Făgăraș Arbitri: Badea, Șandor |
| 8 octombrie 2022 11:00 | Jiga 6      | (12-13) | Macovei 11       | Sala Colegiului „Radu Negru”, Făgăraș Arbitri: Badea, Șandor |
| 8 octombrie 2022 11:00 | Cronica     |         |                  | Sala Colegiului „Radu Negru”, Făgăraș Arbitri: Badea, Șandor |

| 8 octombrie 2022 12:00 | CSM Galați II | 25 - 31 | CNE Sfântu Gheorghe | Sala „Siderurgistul”, Galați Arbitri: Ali, Mihordea |
| 8 octombrie 2022 12:00 | Merlă 8       | (16-16) | Grigore 7           | Sala „Siderurgistul”, Galați Arbitri: Ali, Mihordea |
| 8 octombrie 2022 12:00 | Cronica       |         |                     | Sala „Siderurgistul”, Galați Arbitri: Ali, Mihordea |

| 8 octombrie 2022 12:00 | HC Harghita Odorheiu Secuiesc | 28 - 33 | CSM Roman | Sala Sporturilor, Odorheiu Secuiesc Arbitri: Curtuia, Curtuia |
| 8 octombrie 2022 12:00 | Szabó 7                       | (7-17)  | Loi 10    | Sala Sporturilor, Odorheiu Secuiesc Arbitri: Curtuia, Curtuia |
| 8 octombrie 2022 12:00 | Cronica                       |         |           | Sala Sporturilor, Odorheiu Secuiesc Arbitri: Curtuia, Curtuia |

| 8 octombrie 2022 12:00 | CSM Bacău               | 30 - 20 | CS Știința Bacău | Sala Sporturilor „Narcisa Lecușanu”, Bacău Arbitri: Geaburu, Mitran |
| 8 octombrie 2022 12:00 | Bârsan, Poiană-Țârdea 7 | (17-9)  | A. Bucă 8        | Sala Sporturilor „Narcisa Lecușanu”, Bacău Arbitri: Geaburu, Mitran |
| 8 octombrie 2022 12:00 | Cronica                 |         |                  | Sala Sporturilor „Narcisa Lecușanu”, Bacău Arbitri: Geaburu, Mitran |

### Etapa V
| 14 octombrie 2022 11:30 | CNE Sfântu Gheorghe | 19 - 38 | Corona Brașov      | Sala Sporturilor „Kati Szabó”, Sfântu Gheorghe Arbitri: Dudău, Dudău |
| 14 octombrie 2022 11:30 | Pavel 6             | (9-16)  | Gandulfo, Moraru 6 | Sala Sporturilor „Kati Szabó”, Sfântu Gheorghe Arbitri: Dudău, Dudău |
| 14 octombrie 2022 11:30 | Cronica             |         |                    | Sala Sporturilor „Kati Szabó”, Sfântu Gheorghe Arbitri: Dudău, Dudău |

| 15 octombrie 2022 10:00 | CSM Iași 2020 | 37 - 19 | CSM Făgăraș     | Sala Polivalentă „Dan Constantin Irimiciuc”, Iași Arbitri: Grădinariu, Vișan |
| 15 octombrie 2022 10:00 | Stanca 9      | (17-10) | Enescu, Opriș 5 | Sala Polivalentă „Dan Constantin Irimiciuc”, Iași Arbitri: Grădinariu, Vișan |
| 15 octombrie 2022 10:00 | Cronica       |         |                 | Sala Polivalentă „Dan Constantin Irimiciuc”, Iași Arbitri: Grădinariu, Vișan |

| 15 octombrie 2022 11:00 | CSM Roman         | 28 - 35 | CSM Bacău | Sala Polivalentă, Roman Arbitri: Năstase, Stancu |
| 15 octombrie 2022 11:00 | Adin, Ungureanu 6 | (13-19) | Bârsan 9  | Sala Polivalentă, Roman Arbitri: Năstase, Stancu |
| 15 octombrie 2022 11:00 | Cronica           |         |           | Sala Polivalentă, Roman Arbitri: Năstase, Stancu |

| 15 octombrie 2022 12:00 | CS Știința Bacău | 24 - 34 | CSM Galați II | Sala Sporturilor „Narcisa Lecușanu”, Bacău Arbitri: Cristea, Murariu |
| 15 octombrie 2022 12:00 | Pădurariu 9      | (11-20) | Merlă 7       | Sala Sporturilor „Narcisa Lecușanu”, Bacău Arbitri: Cristea, Murariu |
| 15 octombrie 2022 12:00 | Cronica          |         |               | Sala Sporturilor „Narcisa Lecușanu”, Bacău Arbitri: Cristea, Murariu |

| 15 octombrie 2022 12:00 | HCF Piatra Neamț | 41 - 24 | HC Harghita Odorheiu Secuiesc | Sala Polivalentă, Piatra Neamț Arbitri: Bărgăuan, Nicolaevici |
| 15 octombrie 2022 12:00 | Nica 11          | (21-14) | Dénes, Ördög 5                | Sala Polivalentă, Piatra Neamț Arbitri: Bărgăuan, Nicolaevici |
| 15 octombrie 2022 12:00 | Cronica          |         |                               | Sala Polivalentă, Piatra Neamț Arbitri: Bărgăuan, Nicolaevici |

### Etapa VI
| 15 noiembrie 2022 13:30 | CS Știința Bacău | 20 - 42 | CSM Roman       | Sala Sporturilor „Narcisa Lecușanu”, Bacău Arbitri: Grădinariu, Vișan |
| 15 noiembrie 2022 13:30 | A. Bucă 6        | (6-20)  | Adin, Creangă 9 | Sala Sporturilor „Narcisa Lecușanu”, Bacău Arbitri: Grădinariu, Vișan |
| 15 noiembrie 2022 13:30 | Cronica          |         |                 | Sala Sporturilor „Narcisa Lecușanu”, Bacău Arbitri: Grădinariu, Vișan |

| 19 noiembrie 2022 12:00 | CSM Făgăraș | 22 - 33 | CNE Sfântu Gheorghe | Sala Colegiului „Radu Negru”, Făgăraș Arbitri: Curtuia, Curtuia |
| 19 noiembrie 2022 12:00 | Tomoșoiu 5  | (10-16) | Bârlă 13            | Sala Colegiului „Radu Negru”, Făgăraș Arbitri: Curtuia, Curtuia |
| 19 noiembrie 2022 12:00 | Cronica     |         |                     | Sala Colegiului „Radu Negru”, Făgăraș Arbitri: Curtuia, Curtuia |

| 19 noiembrie 2022 12:00 | CSM Bacău           | 19 - 20 | HCF Piatra Neamț | Sala Sporturilor „Narcisa Lecușanu”, Bacău Arbitri: Iacob, Moldovan |
| 19 noiembrie 2022 12:00 | Bârsan, Ungureanu 4 | (6-14)  | Macovei 8        | Sala Sporturilor „Narcisa Lecușanu”, Bacău Arbitri: Iacob, Moldovan |
| 19 noiembrie 2022 12:00 | Cronica             |         |                  | Sala Sporturilor „Narcisa Lecușanu”, Bacău Arbitri: Iacob, Moldovan |

| 19 noiembrie 2022 13:00 | HC Harghita Odorheiu Secuiesc | 31 - 35 | CSM Iași 2020 | Sala Sporturilor, Odorheiu Secuiesc Arbitri: Badea, Șandor |
| 19 noiembrie 2022 13:00 | Szabó 11                      | (15-17) | Stanca 10     | Sala Sporturilor, Odorheiu Secuiesc Arbitri: Badea, Șandor |
| 19 noiembrie 2022 13:00 | Cronica                       |         |               | Sala Sporturilor, Odorheiu Secuiesc Arbitri: Badea, Șandor |

| 23 noiembrie 2022 17:00 | CSM Galați II | 31 - 39 | Corona Brașov | Sala „Siderurgistul”, Galați Arbitri: Stuparu, Vlaicu |
| 23 noiembrie 2022 17:00 | Sandu 9       | (11-23) | Văcariu 10    | Sala „Siderurgistul”, Galați Arbitri: Stuparu, Vlaicu |
| 23 noiembrie 2022 17:00 | Cronica       |         |               | Sala „Siderurgistul”, Galați Arbitri: Stuparu, Vlaicu |

### Etapa VII
| 25 noiembrie 2022 17:00 | CNE Sfântu Gheorghe | 34 - 25 | HC Harghita Odorheiu Secuiesc | Sala Sporturilor „Kati Szabó”, Sfântu Gheorghe Arbitri: Bîrsan, Dușa |
| 25 noiembrie 2022 17:00 | Florea 7            | (15-14) | Szabó 11                      | Sala Sporturilor „Kati Szabó”, Sfântu Gheorghe Arbitri: Bîrsan, Dușa |
| 25 noiembrie 2022 17:00 | Cronica             |         |                               | Sala Sporturilor „Kati Szabó”, Sfântu Gheorghe Arbitri: Bîrsan, Dușa |

| 26 noiembrie 2022 11:00 | CSM Roman | 32 - 21 | CSM Galați II | Sala Polivalentă, Roman Arbitri: Bădeliță, Poenaru |
| 26 noiembrie 2022 11:00 | Creangă 7 | (15-6)  | Prescură 12   | Sala Polivalentă, Roman Arbitri: Bădeliță, Poenaru |
| 26 noiembrie 2022 11:00 | Cronica   |         |               | Sala Polivalentă, Roman Arbitri: Bădeliță, Poenaru |

| 26 noiembrie 2022 13:00 | Corona Brașov | 42 - 15 | CSM Făgăraș | Sala „Dumitru Popescu Colibași”, Brașov Arbitri: Samson, Trandafirescu |
| 26 noiembrie 2022 13:00 | Cîrstea 8     | (24-6)  | Opriș 8     | Sala „Dumitru Popescu Colibași”, Brașov Arbitri: Samson, Trandafirescu |
| 26 noiembrie 2022 13:00 | Cronica       |         |             | Sala „Dumitru Popescu Colibași”, Brașov Arbitri: Samson, Trandafirescu |

| 26 noiembrie 2022 16:00 | CSM Iași 2020 | 22 - 21 | CSM Bacău | Sala LPS, Iași Arbitri: Bărgăuan, Nicolaevici |
| 26 noiembrie 2022 16:00 | Bîță 7        | (11-11) | Bârsan 5  | Sala LPS, Iași Arbitri: Bărgăuan, Nicolaevici |
| 26 noiembrie 2022 16:00 | Cronica       |         |           | Sala LPS, Iași Arbitri: Bărgăuan, Nicolaevici |

| 26 noiembrie 2022 14:30 | HCF Piatra Neamț | 55 - 27 | CS Știința Bacău | Sala Polivalentă, Piatra Neamț Arbitri: Gogolinca, Roibu |
| 26 noiembrie 2022 14:30 | Nica 12          | (22-11) | Pădurariu 12     | Sala Polivalentă, Piatra Neamț Arbitri: Gogolinca, Roibu |
| 26 noiembrie 2022 14:30 | Cronica          |         |                  | Sala Polivalentă, Piatra Neamț Arbitri: Gogolinca, Roibu |

### Etapa VIII
| 6 decembrie 2022 13:30 | CS Știința Bacău | 19 - 31 | CSM Iași 2020 | Sala Sporturilor „Narcisa Lecușanu”, Bacău Arbitri: Grădinariu, Vișan |
| 6 decembrie 2022 13:30 | Pădurariu 10     | (8-16)  | Stanca 9      | Sala Sporturilor „Narcisa Lecușanu”, Bacău Arbitri: Grădinariu, Vișan |
| 6 decembrie 2022 13:30 | Cronica          |         |               | Sala Sporturilor „Narcisa Lecușanu”, Bacău Arbitri: Grădinariu, Vișan |

| 7 decembrie 2022 15:00 | CSM Bacău                             | 27 - 28 | CNE Sfântu Gheorghe | Sala Sporturilor „Narcisa Lecușanu”, Bacău Arbitri: Ifrim, Ilisei |
| 7 decembrie 2022 15:00 | Agrigoroaei, Manoilă, Poiană-Țârdea 5 | (14-13) | Pavel 9             | Sala Sporturilor „Narcisa Lecușanu”, Bacău Arbitri: Ifrim, Ilisei |
| 7 decembrie 2022 15:00 | Cronica                               |         |                     | Sala Sporturilor „Narcisa Lecușanu”, Bacău Arbitri: Ifrim, Ilisei |

| 7 decembrie 2022 16:00 | HC Harghita Odorheiu Secuiesc | 31 - 49 | Corona Brașov | Sala Sporturilor, Odorheiu Secuiesc Arbitri: Ramba, Ungar |
| 7 decembrie 2022 16:00 | Szabó 9                       | (9-24)  | Berbece 12    | Sala Sporturilor, Odorheiu Secuiesc Arbitri: Ramba, Ungar |
| 7 decembrie 2022 16:00 | Cronica                       |         |               | Sala Sporturilor, Odorheiu Secuiesc Arbitri: Ramba, Ungar |

| 7 decembrie 2022 16:00 | CSM Roman   | 29 - 24 | HCF Piatra Neamț | Sala Polivalentă, Roman Arbitri: Basso, Tofan |
| 7 decembrie 2022 16:00 | Adin, Loi 8 | (15-14) | Macovei 8        | Sala Polivalentă, Roman Arbitri: Basso, Tofan |
| 7 decembrie 2022 16:00 | Cronica     |         |                  | Sala Polivalentă, Roman Arbitri: Basso, Tofan |

| 7 decembrie 2022 17:00 | CSM Galați II | 36 - 21 | CSM Făgăraș | Sala „Siderurgistul”, Galați Arbitri: Popescu, Trică |
| 7 decembrie 2022 17:00 | Eiler 8       | (17-11) | Opriș 8     | Sala „Siderurgistul”, Galați Arbitri: Popescu, Trică |
| 7 decembrie 2022 17:00 | Cronica       |         |             | Sala „Siderurgistul”, Galați Arbitri: Popescu, Trică |

### Etapa IX
| 9 decembrie 2022 12:00 | CNE Sfântu Gheorghe | 40 - 13 | CS Știința Bacău | Sala Sporturilor „Kati Szabó”, Sfântu Gheorghe Arbitri: Caloian, Jugănaru |
| 9 decembrie 2022 12:00 | I. Damian 6         | (17-6)  | Pădurariu 4      | Sala Sporturilor „Kati Szabó”, Sfântu Gheorghe Arbitri: Caloian, Jugănaru |
| 9 decembrie 2022 12:00 | Cronica             |         |                  | Sala Sporturilor „Kati Szabó”, Sfântu Gheorghe Arbitri: Caloian, Jugănaru |

| 10 decembrie 2022 11:00 | Corona Brașov | 40 - 16 | CSM Bacău | Sala „Dumitru Popescu Colibași”, Brașov Arbitri: Pîrvu, Potîrniche |
| 10 decembrie 2022 11:00 | Cîrstea 6     | (20-8)  | Carp 5    | Sala „Dumitru Popescu Colibași”, Brașov Arbitri: Pîrvu, Potîrniche |
| 10 decembrie 2022 11:00 | Cronica       |         |           | Sala „Dumitru Popescu Colibași”, Brașov Arbitri: Pîrvu, Potîrniche |

| 10 decembrie 2022 11:00 | CSM Făgăraș | 30 - 27 | HC Harghita Odorheiu Secuiesc | Sala Colegiului „Radu Negru”, Făgăraș Arbitri: Badea, Sandor |
| 10 decembrie 2022 11:00 | Opriș 8     | (17-15) | Gergely 9                     | Sala Colegiului „Radu Negru”, Făgăraș Arbitri: Badea, Sandor |
| 10 decembrie 2022 11:00 | Cronica     |         |                               | Sala Colegiului „Radu Negru”, Făgăraș Arbitri: Badea, Sandor |

| 10 decembrie 2022 12:00 | HCF Piatra Neamț | 28 - 32 | CSM Galați II | Sala Polivalentă, Piatra Neamț Arbitri: Faur, Huțanu |
| 10 decembrie 2022 12:00 | Roșca 10         | (16-19) | Lv. Lazăr 11  | Sala Polivalentă, Piatra Neamț Arbitri: Faur, Huțanu |
| 10 decembrie 2022 12:00 | Cronica          |         |               | Sala Polivalentă, Piatra Neamț Arbitri: Faur, Huțanu |

| 10 decembrie 2022 17:00 | CSM Iași 2020 | 24 - 22 | CSM Roman | Sala LPS, Iași Arbitri: Bărgăuan, Nicolaevici |
| 10 decembrie 2022 17:00 | Bîță 8        | (12-12) | Loi 5     | Sala LPS, Iași Arbitri: Bărgăuan, Nicolaevici |
| 10 decembrie 2022 17:00 | Cronica       |         |           | Sala LPS, Iași Arbitri: Bărgăuan, Nicolaevici |

| Clasament valabil pe 10 decembrie 2022, la finalul turului. \| Poz. \| Echipa \| J \| V \| E \| Î \| GM \| GP \| DG \| P \| \| ---- \| ----------------------------- \| - \| - \| - \| - \| --- \| --- \| ----- \| -- \| \| 1 \| Corona Brașov \| 9 \| 9 \| 0 \| 0 \| 368 \| 178 \| + 190 \| 27 \| \| 2 \| CNE Sfântu Gheorghe \| 9 \| 8 \| 0 \| 1 \| 264 \| 217 \| + 47 \| 24 \| \| 3 \| CSM Iași 2020 \| 9 \| 6 \| 0 \| 3 \| 235 \| 228 \| + 7 \| 18 \| \| 4 \| HCF Piatra Neamț \| 9 \| 5 \| 0 \| 4 \| 263 \| 234 \| + 29 \| 15 \| \| 5 \| CSM Roman \| 9 \| 5 \| 0 \| 4 \| 256 \| 234 \| + 22 \| 15 \| \| 6 \| CSM Bacău \| 9 \| 5 \| 0 \| 4 \| 233 \| 234 \| – 1 \| 15 \| \| 7 \| CSM Galați II \| 9 \| 3 \| 0 \| 6 \| 254 \| 257 \| – 3 \| 9 \| \| 8 \| HC Harghita Odorheiu Secuiesc \| 9 \| 2 \| 0 \| 7 \| 259 \| 303 \| – 44 \| 6 \| \| 9 \| CSM Făgăraș \| 9 \| 2 \| 0 \| 7 \| 209 \| 291 \| – 82 \| 6 \| \| 10 \| CS Știința Bacău \| 9 \| 0 \| 0 \| 9 \| 187 \| 352 \| – 165 \| 0 \| |                               |   |   |   |   |     |     |       |    |
| Poz. | Echipa                        | J | V | E | Î | GM  | GP  | DG    | P  |
| 1 | Corona Brașov                 | 9 | 9 | 0 | 0 | 368 | 178 | + 190 | 27 |
| 2 | CNE Sfântu Gheorghe           | 9 | 8 | 0 | 1 | 264 | 217 | + 47  | 24 |
| 3 | CSM Iași 2020                 | 9 | 6 | 0 | 3 | 235 | 228 | + 7   | 18 |
| 4 | HCF Piatra Neamț              | 9 | 5 | 0 | 4 | 263 | 234 | + 29  | 15 |
| 5 | CSM Roman                     | 9 | 5 | 0 | 4 | 256 | 234 | + 22  | 15 |
| 6 | CSM Bacău                     | 9 | 5 | 0 | 4 | 233 | 234 | – 1   | 15 |
| 7 | CSM Galați II                 | 9 | 3 | 0 | 6 | 254 | 257 | – 3   | 9  |
| 8 | HC Harghita Odorheiu Secuiesc | 9 | 2 | 0 | 7 | 259 | 303 | – 44  | 6  |
| 9 | CSM Făgăraș                   | 9 | 2 | 0 | 7 | 209 | 291 | – 82  | 6  |
| 10 | CS Știința Bacău              | 9 | 0 | 0 | 9 | 187 | 352 | – 165 | 0  |

### Rezultate în retur
Date oficiale publicate de Federația Română de Handbal

### Etapa X
| 21 ianuarie 2023 11:00 | Corona Brașov | 62 - 12 | CS Știința Bacău | Sala „Dumitru Popescu Colibași”, Brașov Arbitri: Ramba, Ungar |
| 21 ianuarie 2023 11:00 | (30-4)        |         |                  | Sala „Dumitru Popescu Colibași”, Brașov Arbitri: Ramba, Ungar |
| 21 ianuarie 2023 11:00 | Cronica       |         |                  | Sala „Dumitru Popescu Colibași”, Brașov Arbitri: Ramba, Ungar |

| 21 ianuarie 2023 11:30 | CNE Sfântu Gheorghe | 28 - 26 | CSM Roman | Sala Sporturilor „Kati Szabó”, Sfântu Gheorghe Arbitri: Balate, Szabó |
| 21 ianuarie 2023 11:30 | Grigore 7           | (14-11) | Loi 9     | Sala Sporturilor „Kati Szabó”, Sfântu Gheorghe Arbitri: Balate, Szabó |
| 21 ianuarie 2023 11:30 | Cronica             |         |           | Sala Sporturilor „Kati Szabó”, Sfântu Gheorghe Arbitri: Balate, Szabó |

| 21 ianuarie 2023 12:00 | CSM Galați II | 32 - 25 | HC Harghita Odorheiu Secuiesc | Sala „Siderurgistul”, Galați Arbitri: Stuparu, Vîlcu |
| 21 ianuarie 2023 12:00 | Prescură 9    | (15-15) | Frăsinel, Szabó 7             | Sala „Siderurgistul”, Galați Arbitri: Stuparu, Vîlcu |
| 21 ianuarie 2023 12:00 | Cronica       |         |                               | Sala „Siderurgistul”, Galați Arbitri: Stuparu, Vîlcu |

| 21 ianuarie 2023 13:00 | CSM Făgăraș | 23 - 24 | CSM Bacău | Sala Colegiului „Radu Negru”, Făgăraș Arbitri: Cristea, Pădeanu |
| 21 ianuarie 2023 13:00 | Enescu 7    | (11-9)  | Bârsan 5  | Sala Colegiului „Radu Negru”, Făgăraș Arbitri: Cristea, Pădeanu |
| 21 ianuarie 2023 13:00 | Cronica     |         |           | Sala Colegiului „Radu Negru”, Făgăraș Arbitri: Cristea, Pădeanu |

| 21 ianuarie 2023 18:00 | HCF Piatra Neamț | 33 - 18 | CSM Iași 2020 | Sala LPS, Iași Arbitri: Murariu, Tăbăcariu |
| 21 ianuarie 2023 18:00 | Bîță, Dincă 8    | (7-11)  | Nica 5        | Sala LPS, Iași Arbitri: Murariu, Tăbăcariu |
| 21 ianuarie 2023 18:00 | Cronica          |         |               | Sala LPS, Iași Arbitri: Murariu, Tăbăcariu |

### Etapa XI
| 26 ianuarie 2023 14:00 | CSM Bacău               | 34 - 27 | HC Harghita Odorheiu Secuiesc | Sala Sporturilor „Narcisa Lecușanu”, Bacău Arbitri: Cristea, Murariu |
| 26 ianuarie 2023 14:00 | Bârsan, Poiană-Țârdea 6 | (15-13) | Szabó 12                      | Sala Sporturilor „Narcisa Lecușanu”, Bacău Arbitri: Cristea, Murariu |
| 26 ianuarie 2023 14:00 | Cronica                 |         |                               | Sala Sporturilor „Narcisa Lecușanu”, Bacău Arbitri: Cristea, Murariu |

| 28 ianuarie 2023 | CSM Iași 2020 | 28 - 24 | CSM Galați II | Sala LPS, Iași Arbitri: Bălan, Savin |
| 28 ianuarie 2023 | Stanca 10     | (14-12) | I. Sava 6     | Sala LPS, Iași Arbitri: Bălan, Savin |
| 28 ianuarie 2023 | Cronica       |         |               | Sala LPS, Iași Arbitri: Bălan, Savin |

| 28 ianuarie 2023 11:30 | CSM Roman | 19 - 37 | Corona Brașov | Sala Polivalentă, Roman Arbitri: Bărgăuan, Nicolaevici |
| 28 ianuarie 2023 11:30 | Adin 10   | (9-17)  | Iordachi 6    | Sala Polivalentă, Roman Arbitri: Bărgăuan, Nicolaevici |
| 28 ianuarie 2023 11:30 | Cronica   |         |               | Sala Polivalentă, Roman Arbitri: Bărgăuan, Nicolaevici |

| 28 ianuarie 2023 12:00 | HCF Piatra Neamț | 21 - 35 | CNE Sfântu Gheorghe | Sala Polivalentă, Piatra Neamț Arbitri: Agliceriu, Turdean |
| 28 ianuarie 2023 12:00 | Lg. Lazăr 8      | (12-15) | Grigore 6           | Sala Polivalentă, Piatra Neamț Arbitri: Agliceriu, Turdean |
| 28 ianuarie 2023 12:00 | Cronica          |         |                     | Sala Polivalentă, Piatra Neamț Arbitri: Agliceriu, Turdean |

| 28 ianuarie 2023 19:00 | CS Știința Bacău | 27 - 33 | CSM Făgăraș | Sala Sporturilor „Narcisa Lecușanu”, Bacău Arbitri: Lucaci, Mamciuc |
| 28 ianuarie 2023 19:00 | Pădurariu 6      | (11-17) | Opriș 12    | Sala Sporturilor „Narcisa Lecușanu”, Bacău Arbitri: Lucaci, Mamciuc |
| 28 ianuarie 2023 19:00 | Cronica          |         |             | Sala Sporturilor „Narcisa Lecușanu”, Bacău Arbitri: Lucaci, Mamciuc |

### Etapa XII
| 2 februarie 2023 17:30 | CSM Galați II | 30 - 22 | CSM Bacău | Sala „Siderurgistul”, Galați Arbitri: Popescu, Trică |
| 2 februarie 2023 17:30 | Prescură 12   | (15-11) | Todeilă 5 | Sala „Siderurgistul”, Galați Arbitri: Popescu, Trică |
| 2 februarie 2023 17:30 | Cronica       |         |           | Sala „Siderurgistul”, Galați Arbitri: Popescu, Trică |

| 4 februarie 2023 11:00 | CSM Făgăraș | 29 - 34 | CSM Roman | Sala Colegiului „Radu Negru”, Făgăraș Arbitri: Ciobea, Nacu |
| 4 februarie 2023 11:00 | Enescu 11   | (15-19) | Adin 8    | Sala Colegiului „Radu Negru”, Făgăraș Arbitri: Ciobea, Nacu |
| 4 februarie 2023 11:00 | Cronica     |         |           | Sala Colegiului „Radu Negru”, Făgăraș Arbitri: Ciobea, Nacu |

| 4 februarie 2023 11:00 | Corona Brașov | 52 - 14 | HCF Piatra Neamț | Sala „Dumitru Popescu Colibași”, Brașov Arbitri: Avădăni, Popovici |
| 4 februarie 2023 11:00 | Dumitrașcu 10 | (25-6)  | Lg. Lazăr 7      | Sala „Dumitru Popescu Colibași”, Brașov Arbitri: Avădăni, Popovici |
| 4 februarie 2023 11:00 | Cronica       |         |                  | Sala „Dumitru Popescu Colibași”, Brașov Arbitri: Avădăni, Popovici |

| 4 februarie 2023 12:00 | HC Harghita Odorheiu Secuiesc | 41 - 29 | CS Știința Bacău | Sala Sporturilor, Odorheiu Secuiesc Arbitri: Samson, Trandafirescu |
| 4 februarie 2023 12:00 | Chiratcu, F. Miklós 11        | (23-15) | Pădurariu 14     | Sala Sporturilor, Odorheiu Secuiesc Arbitri: Samson, Trandafirescu |
| 4 februarie 2023 12:00 | Cronica                       |         |                  | Sala Sporturilor, Odorheiu Secuiesc Arbitri: Samson, Trandafirescu |

| 4 februarie 2023 15:00 | CNE Sfântu Gheorghe | 23 - 34 | CSM Iași 2020 | Sala Sporturilor „Kati Szabó”, Sfântu Gheorghe Arbitri: Iacob, Moldovan |
| 4 februarie 2023 15:00 | Pavel, Popica 4     | (12-18) | Bîță 10       | Sala Sporturilor „Kati Szabó”, Sfântu Gheorghe Arbitri: Iacob, Moldovan |
| 4 februarie 2023 15:00 | Cronica             |         |               | Sala Sporturilor „Kati Szabó”, Sfântu Gheorghe Arbitri: Iacob, Moldovan |

### Etapa XIII
| 9 februarie 2023 15:00 | CNE Sfântu Gheorghe | 36 - 23 | CSM Galați II | Sala Sporturilor „Kati Szabó”, Sfântu Gheorghe Arbitri: Albert, Balate |
| 9 februarie 2023 15:00 | Bârlă, Gînju 6      | (20-12) | Chiriac 8     | Sala Sporturilor „Kati Szabó”, Sfântu Gheorghe Arbitri: Albert, Balate |
| 9 februarie 2023 15:00 | Cronica             |         |               | Sala Sporturilor „Kati Szabó”, Sfântu Gheorghe Arbitri: Albert, Balate |

| 11 februarie 2023 11:00 | CSM Roman       | 36 - 29 | HC Harghita Odorheiu Secuiesc | Sala Polivalentă, Roman Arbitri: Gogolinca, Roibu |
| 11 februarie 2023 11:00 | Adin, Macovei 7 | (19-14) | Szabó 10                      | Sala Polivalentă, Roman Arbitri: Gogolinca, Roibu |
| 11 februarie 2023 11:00 | Cronica         |         |                               | Sala Polivalentă, Roman Arbitri: Gogolinca, Roibu |

| 11 februarie 2023 11:30 | HCF Piatra Neamț | 31 - 31 | CSM Făgăraș | Sala Polivalentă, Piatra Neamț Arbitri: Grădinariu, Vișan |
| 11 februarie 2023 11:30 | Lg. Lazăr 10     | (16-14) | Hăgeanu 11  | Sala Polivalentă, Piatra Neamț Arbitri: Grădinariu, Vișan |
| 11 februarie 2023 11:30 | Cronica          |         |             | Sala Polivalentă, Piatra Neamț Arbitri: Grădinariu, Vișan |

| 11 februarie 2023 12:00 | CS Știința Bacău | 27 - 38 | CSM Bacău | Sala Sporturilor „Narcisa Lecușanu”, Bacău Arbitri: Armanu, Botezatu |
| 11 februarie 2023 12:00 | Pădurariu 11     | (10-19) | Bârsan 8  | Sala Sporturilor „Narcisa Lecușanu”, Bacău Arbitri: Armanu, Botezatu |
| 11 februarie 2023 12:00 | Cronica          |         |           | Sala Sporturilor „Narcisa Lecușanu”, Bacău Arbitri: Armanu, Botezatu |

| 11 februarie 2023 TVR 313:00 | CSM Iași 2020 | 24 - 40 | Corona Brașov           | Sala LPS, Iași Arbitri: Murariu, Tăbăcariu |
| 11 februarie 2023 TVR 313:00 | Bîță 7        | (11-18) | Fonseca, Lasm, Moraru 5 | Sala LPS, Iași Arbitri: Murariu, Tăbăcariu |
| 11 februarie 2023 TVR 313:00 | Cronica       |         |                         | Sala LPS, Iași Arbitri: Murariu, Tăbăcariu |

### Etapa XIV
| 16 februarie 2023 12:00 | CSM Făgăraș     | 21 - 33 | CSM Iași 2020 | Sala Colegiului „Radu Negru”, Făgăraș Arbitri: Dinu, Vovec |
| 16 februarie 2023 12:00 | Enescu, Prună 5 | (11-18) | Stanca 9      | Sala Colegiului „Radu Negru”, Făgăraș Arbitri: Dinu, Vovec |
| 16 februarie 2023 12:00 | Cronica         |         |               | Sala Colegiului „Radu Negru”, Făgăraș Arbitri: Dinu, Vovec |

| 16 februarie 2023 14:00 | HC Harghita Odorheiu Secuiesc | 41 - 33 | HCF Piatra Neamț | Sala Sporturilor, Odorheiu Secuiesc Arbitri: Dudău, Dudău |
| 16 februarie 2023 14:00 | F. Miklós 16                  | (23-17) | Dumitriu 13      | Sala Sporturilor, Odorheiu Secuiesc Arbitri: Dudău, Dudău |
| 16 februarie 2023 14:00 | Cronica                       |         |                  | Sala Sporturilor, Odorheiu Secuiesc Arbitri: Dudău, Dudău |

| 18 februarie 2023 11:00 | Corona Brașov | 35 - 18 | CNE Sfântu Gheorghe | Sala „Dumitru Popescu Colibași”, Brașov Arbitri: Agliceriu, Turdean |
| 18 februarie 2023 11:00 | Văcariu 5     | (16-11) | Pavel 5             | Sala „Dumitru Popescu Colibași”, Brașov Arbitri: Agliceriu, Turdean |
| 18 februarie 2023 11:00 | Cronica       |         |                     | Sala „Dumitru Popescu Colibași”, Brașov Arbitri: Agliceriu, Turdean |

| 18 februarie 2023 12:00 | CSM Galați II | 50 - 17 | CS Știința Bacău | Sala „Siderurgistul”, Galați Arbitri: Chirițoiu, Stanciu |
| 18 februarie 2023 12:00 | Chiriac 7     | (27-7)  | Pădurariu 8      | Sala „Siderurgistul”, Galați Arbitri: Chirițoiu, Stanciu |
| 18 februarie 2023 12:00 | Cronica       |         |                  | Sala „Siderurgistul”, Galați Arbitri: Chirițoiu, Stanciu |

| 18 februarie 2023 12:00 | CSM Bacău | 20 - 25 | CSM Roman | Sala Sporturilor „Narcisa Lecușanu”, Bacău Arbitri: Badea, Șandor |
| 18 februarie 2023 12:00 | Carp 5    | (8-12)  | Adin 8    | Sala Sporturilor „Narcisa Lecușanu”, Bacău Arbitri: Badea, Șandor |
| 18 februarie 2023 12:00 | Cronica   |         |           | Sala Sporturilor „Narcisa Lecușanu”, Bacău Arbitri: Badea, Șandor |

### Etapa XV
| 8 martie 2023 17:00 | CSM Iași 2020 | 36 - 22 | HC Harghita Odorheiu Secuiesc | Sala LPS, Iași Arbitri: Bălan, Savin |
| 8 martie 2023 17:00 | Stanca 8      | (19-10) | Szabó 7                       | Sala LPS, Iași Arbitri: Bălan, Savin |
| 8 martie 2023 17:00 | 5× 2×         | Cronica | 7× 2×                         | Sala LPS, Iași Arbitri: Bălan, Savin |

| 11 martie 2023 11:30 | CSM Roman             | 48 - 17 | CS Știința Bacău | Sala Polivalentă, Roman Arbitri: Curtuia, Curtuia |
| 11 martie 2023 11:30 | I. Grigore, Macovei 9 | (22-7)  | Pădurariu 7      | Sala Polivalentă, Roman Arbitri: Curtuia, Curtuia |
| 11 martie 2023 11:30 | 2× 1×                 | Cronica | 1× 1×            | Sala Polivalentă, Roman Arbitri: Curtuia, Curtuia |

| 11 martie 2023 12:00 | HCF Piatra Neamț | 27 - 29 | CSM Bacău                   | Sala Polivalentă, Piatra Neamț Arbitri: Bărgăuan, Nicolaevici |
| 11 martie 2023 12:00 | Nica 10          | (13-17) | Bârsan, Hermeziu, Manoilă 4 | Sala Polivalentă, Piatra Neamț Arbitri: Bărgăuan, Nicolaevici |
| 11 martie 2023 12:00 | 8× 1×            | Cronica | 6× 2×                       | Sala Polivalentă, Piatra Neamț Arbitri: Bărgăuan, Nicolaevici |

| 11 martie 2023 15:30 | Corona Brașov | 29 - 21 | CSM Galați II | Sala „Dumitru Popescu Colibași”, Brașov Arbitri: Geaburu, Mitran |
| 11 martie 2023 15:30 | Văcariu 5     | (12-10) | Eiler 9       | Sala „Dumitru Popescu Colibași”, Brașov Arbitri: Geaburu, Mitran |
| 11 martie 2023 15:30 | 3× 1×         | Cronica | 2× 3×         | Sala „Dumitru Popescu Colibași”, Brașov Arbitri: Geaburu, Mitran |

| 14 martie 2023 18:00 | CNE Sfântu Gheorghe | 33 - 27 | CSM Făgăraș | Sala Sporturilor „Kati Szabó”, Sfântu Gheorghe Arbitri: Dudău, Dudău |
| 14 martie 2023 18:00 | Vlad 6              | (21-16) | Opriș 8     | Sala Sporturilor „Kati Szabó”, Sfântu Gheorghe Arbitri: Dudău, Dudău |
| 14 martie 2023 18:00 | Cronica             |         |             | Sala Sporturilor „Kati Szabó”, Sfântu Gheorghe Arbitri: Dudău, Dudău |

### Etapa XVI
| 17 martie 2023 15:00 | CSM Bacău       | 25 - 24 | CSM Iași 2020 | Sala Sporturilor „Narcisa Lecușanu”, Bacău Arbitri: Drăghici, Drăguț |
| 17 martie 2023 15:00 | Poiană-Țârdea 7 | (11-12) | Bîță 9        | Sala Sporturilor „Narcisa Lecușanu”, Bacău Arbitri: Drăghici, Drăguț |
| 17 martie 2023 15:00 | 9×              | Cronica | 6× 3×         | Sala Sporturilor „Narcisa Lecușanu”, Bacău Arbitri: Drăghici, Drăguț |

| 18 martie 2023 12:00 | CSM Galați II | 22 - 22 | CSM Roman   | Sala „Siderurgistul”, Galați Arbitri: Popescu, Trică |
| 18 martie 2023 12:00 | Lv. Lazăr 5   | (11-12) | Ungureanu 6 | Sala „Siderurgistul”, Galați Arbitri: Popescu, Trică |
| 18 martie 2023 12:00 | 5×            | Cronica | 8×          | Sala „Siderurgistul”, Galați Arbitri: Popescu, Trică |

| 18 martie 2023 12:00 | HC Harghita Odorheiu Secuiesc | 33 - 25 | CNE Sfântu Gheorghe | Sala Sporturilor, Odorheiu Secuiesc Arbitri: Cristea, Murariu |
| 18 martie 2023 12:00 | Chiratcu 9                    | (17-7)  | Șerban 5            | Sala Sporturilor, Odorheiu Secuiesc Arbitri: Cristea, Murariu |
| 18 martie 2023 12:00 | 5× 1×                         | Cronica | 1× 2×               | Sala Sporturilor, Odorheiu Secuiesc Arbitri: Cristea, Murariu |

| 18 martie 2023 12:00 | CSM Făgăraș | 25 - 51 | Corona Brașov | Sala Colegiului „Radu Negru”, Făgăraș Arbitri: Dudău, Dudău |
| 18 martie 2023 12:00 | Opriș 11    | (8-26)  | Dumitrașcu 12 | Sala Colegiului „Radu Negru”, Făgăraș Arbitri: Dudău, Dudău |
| 18 martie 2023 12:00 | 3× 1×       | Cronica | 2×            | Sala Colegiului „Radu Negru”, Făgăraș Arbitri: Dudău, Dudău |

| 18 martie 2023 13:00 | CS Știința Bacău | 21 - 29 | HCF Piatra Neamț | Sala Sporturilor „Narcisa Lecușanu”, Bacău Arbitri: Drăgan, Ionică |
| 18 martie 2023 13:00 | Rău 10           | (9-13)  | Lg. Lazăr 11     | Sala Sporturilor „Narcisa Lecușanu”, Bacău Arbitri: Drăgan, Ionică |
| 18 martie 2023 13:00 | 4× 2×            | Cronica | 4× 3×            | Sala Sporturilor „Narcisa Lecușanu”, Bacău Arbitri: Drăgan, Ionică |

### Etapa XVII
| 22 martie 2023 17:00 | CNE Sfântu Gheorghe     | 36 - 23 | CSM Bacău       | Sala Sporturilor „Kati Szabó”, Sfântu Gheorghe Arbitri: Balate, Szabó |
| 22 martie 2023 17:00 | Banu, Grigore, Popica 5 | (21-8)  | Poiană-Țârdea 6 | Sala Sporturilor „Kati Szabó”, Sfântu Gheorghe Arbitri: Balate, Szabó |
| 22 martie 2023 17:00 | 3× 2×                   | Cronica | 2× 1×           | Sala Sporturilor „Kati Szabó”, Sfântu Gheorghe Arbitri: Balate, Szabó |

| 25 martie 2023 12:00 | HCF Piatra Neamț | 21 - 26 | CSM Roman | Sala Polivalentă, Piatra Neamț Arbitri: Constantin, Enache |
| 25 martie 2023 12:00 | Dumitriu 7       | (8-14)  | Adin 9    | Sala Polivalentă, Piatra Neamț Arbitri: Constantin, Enache |
| 25 martie 2023 12:00 | 1× 1×            | Cronica | 6× 2×     | Sala Polivalentă, Piatra Neamț Arbitri: Constantin, Enache |

| 25 martie 2023 13:30 | Corona Brașov | 47 - 20 | HC Harghita Odorheiu Secuiesc | Sala „Dumitru Popescu Colibași”, Brașov Arbitri: Badea, Șandor |
| 25 martie 2023 13:30 | Iordachi 8    | (25-12) | F. Miklós, Szabó 5            | Sala „Dumitru Popescu Colibași”, Brașov Arbitri: Badea, Șandor |
| 25 martie 2023 13:30 | 3×            | Cronica | 3× 1× 1× 1×                   | Sala „Dumitru Popescu Colibași”, Brașov Arbitri: Badea, Șandor |

| 25 martie 2023 15:00 | CSM Iași 2020 | 41 - 15 | CS Știința Bacău | Sala LPS, Iași Arbitri: Bădeliță, Poenaru |
| 25 martie 2023 15:00 | Stanca 11     | (22-7)  | Pădurariu 11     | Sala LPS, Iași Arbitri: Bădeliță, Poenaru |
| 25 martie 2023 15:00 | 2× 2×         | Cronica | 3× 1×            | Sala LPS, Iași Arbitri: Bădeliță, Poenaru |

| 25 martie 2023 17:00 | CSM Făgăraș | 26 - 28 | CSM Galați II | Sala Colegiului „Radu Negru”, Făgăraș Arbitri: Belca, Dodu |
| 25 martie 2023 17:00 | Opriș 11    | (12-15) | Tănasă 8      | Sala Colegiului „Radu Negru”, Făgăraș Arbitri: Belca, Dodu |
| 25 martie 2023 17:00 | 2× 2×       | Cronica | 2× 2× 2×      | Sala Colegiului „Radu Negru”, Făgăraș Arbitri: Belca, Dodu |

### Etapa XVIII
| 26 aprilie 2023 14:00 | CSM Galați II               | 39 - 21 | HCF Piatra Neamț | Sala „Siderurgistul”, Galați Arbitri: Drăghici, Drăguț |
| 26 aprilie 2023 14:00 | Eiler, Frăsinel, Prescură 6 | (18-8)  | Mihăiasă, Nica 6 | Sala „Siderurgistul”, Galați Arbitri: Drăghici, Drăguț |
| 26 aprilie 2023 14:00 | 8× 2× 2×                    | Cronica | 6×               | Sala „Siderurgistul”, Galați Arbitri: Drăghici, Drăguț |

| 26 aprilie 2023 14:00 | CSM Roman   | 26 - 24 | CSM Iași 2020 | Sala Polivalentă, Roman Arbitri: Dudău, Dudău |
| 26 aprilie 2023 14:00 | Ungureanu 7 | (14-12) | Olariu 11     | Sala Polivalentă, Roman Arbitri: Dudău, Dudău |
| 26 aprilie 2023 14:00 | 5× 1×       | Cronica | 4× 1×         | Sala Polivalentă, Roman Arbitri: Dudău, Dudău |

| 26 aprilie 2023 15:00 | CSM Bacău | 17 - 34 | Corona Brașov | Sala Sporturilor „Narcisa Lecușanu”, Bacău Arbitri: Ghesoiu, Tiță |
| 26 aprilie 2023 15:00 | Bârsan 6  | (7-16)  | Dumitrașcu 9  | Sala Sporturilor „Narcisa Lecușanu”, Bacău Arbitri: Ghesoiu, Tiță |
| 26 aprilie 2023 15:00 | 2× 1×     | Cronica | 7× 2×         | Sala Sporturilor „Narcisa Lecușanu”, Bacău Arbitri: Ghesoiu, Tiță |

| 26 aprilie 2023 17:00 | CS Știința Bacău | [ notă 2 ] | CNE Sfântu Gheorghe | Sala Sporturilor „Narcisa Lecușanu”, Bacău Arbitri: Popa, Velișca |
| 26 aprilie 2023 17:00 | Cronica          |            |                     | Sala Sporturilor „Narcisa Lecușanu”, Bacău Arbitri: Popa, Velișca |
| 26 aprilie 2023 17:00 |                  |            |                     | Sala Sporturilor „Narcisa Lecușanu”, Bacău Arbitri: Popa, Velișca |

| 26 aprilie 2023 18:00 | HC Harghita Odorheiu Secuiesc | 38 - 25 | CSM Făgăraș | Sala Sporturilor, Odorheiu Secuiesc Arbitri: Agliceriu, Turdean |
| 26 aprilie 2023 18:00 | F. Miklós 11                  | (17-10) | Opriș 9     | Sala Sporturilor, Odorheiu Secuiesc Arbitri: Agliceriu, Turdean |
| 26 aprilie 2023 18:00 | 4× 2×                         | Cronica | 4× 2×       | Sala Sporturilor, Odorheiu Secuiesc Arbitri: Agliceriu, Turdean |

## Seria C

### Clasament
|  | Echipe care au participat la turneul final |

Clasament valabil pe 26 aprilie 2023, refăcut după eliminarea rezultatele echipelor CNOPJ Baia Mare, CS Gloria 2018 Bistrița-Năsăud II și CNE Râmnicu Vâlcea, fără drept de promovare.
| Poz. | Echipa                     | J  | V  | E | Î  | GM  | GP  | DG    | P  |
| ---- | -------------------------- | -- | -- | - | -- | --- | --- | ----- | -- |
| 1    | CSM Deva                   | 12 | 12 | 0 | 0  | 430 | 256 | + 174 | 36 |
| 2    | „U” Cluj1)                 | 12 | 9  | 0 | 3  | 371 | 318 | + 53  | 27 |
| 3    | CS Universitar Oradea      | 12 | 7  | 1 | 4  | 407 | 374 | + 33  | 22 |
| 4    | CS Arena Târgu Mureș       | 12 | 6  | 0 | 6  | 397 | 409 | – 12  | 18 |
| 5    | ACS „Liviu Rebreanu” Turda | 12 | 4  | 1 | 7  | 351 | 380 | – 29  | 13 |
| 6    | CS Universitatea Reșița    | 12 | 2  | 1 | 9  | 335 | 422 | – 87  | 7  |
| 7    | CSU de Vest Timișoara      | 12 | 0  | 1 | 11 | 286 | 418 | – 132 | 1  |

Clasament valabil pe 26 aprilie 2023.
| Poz. | Echipa                            | J  | V  | E | Î  | GM  | GP  | DG    | P  |
| ---- | --------------------------------- | -- | -- | - | -- | --- | --- | ----- | -- |
| 1    | CSM Deva                          | 18 | 17 | 1 | 0  | 642 | 425 | + 217 | 52 |
| 2    | „U” Cluj1)                        | 18 | 14 | 1 | 3  | 569 | 481 | + 88  | 43 |
| 3    | CNOPJ Baia Mare                   | 17 | 10 | 4 | 3  | 608 | 540 | + 68  | 34 |
| 4    | CS Universitar Oradea             | 18 | 9  | 2 | 7  | 607 | 579 | + 28  | 29 |
| 5    | CS Gloria 2018 Bistrița-Năsăud II | 18 | 9  | 1 | 8  | 541 | 550 | – 9   | 28 |
| 6    | CS Arena Târgu Mureș              | 18 | 7  | 2 | 9  | 610 | 629 | – 19  | 23 |
| 7    | ACS „Liviu Rebreanu” Turda        | 18 | 7  | 2 | 9  | 537 | 557 | – 20  | 23 |
| 8    | CNE Râmnicu Vâlcea                | 18 | 4  | 2 | 12 | 551 | 612 | – 61  | 14 |
| 9    | CS Universitatea Reșița           | 18 | 2  | 2 | 14 | 500 | 636 | – 136 | 8  |
| 10   | CSU de Vest Timișoara             | 17 | 1  | 1 | 15 | 430 | 586 | – 156 | 4  |

1) Prin Hotărârea nr. 5/20.09.2022 a Comisiei Centrale de Disciplină „U” Cluj a fost penalizată cu 4 puncte pentru nerespectarea Hotărârii nr. 595/28.03.2022 a Comisiei de Soluționare a Litigiilor, Hotărârii nr. 2/18.08.2022 a Comisiei Centrale de Apel și a Hotărârii nr. 3/06.09.2022 a Comisiei Centrale de Disciplină. „U” Cluj a depus apeluri și, pe 9 noiembrie 2022, Comisia Centrală de Apel a admis apelurile, a dispus desființarea Hotărârii nr. 3/06.09.2022 și a Hotărârii nr. 5/20.09.2022 a Comisiei Centrale de Disciplină și a înlăturat sancțiunile aplicate.

### Rezultate în tur
Date oficiale publicate de Federația Română de Handbal

### Etapa I
| 10 septembrie 2022 13:00 | CSU de Vest Timișoara | 27 - 33 | CS Universitar Oradea | Sala Sporturilor „Constantin Jude”, Timișoara Arbitri: Drăgănescu, Rădulescu |
| 10 septembrie 2022 13:00 | Ghiocel 9             | (13-17) | Argyelan 7            | Sala Sporturilor „Constantin Jude”, Timișoara Arbitri: Drăgănescu, Rădulescu |
| 10 septembrie 2022 13:00 | Cronica               |         |                       | Sala Sporturilor „Constantin Jude”, Timișoara Arbitri: Drăgănescu, Rădulescu |

| 10 septembrie 2022 13:30 | ACS „Liviu Rebreanu” Turda | 29 - 24 | CS Gloria 2018 Bistrița-Năsăud II | Sala de Sport „Gheorghe Barițiu”, Turda Arbitri: Chiriac, Cordescu |
| 10 septembrie 2022 13:30 | T. Damian 9                | (11-8)  | Munteanu 7                        | Sala de Sport „Gheorghe Barițiu”, Turda Arbitri: Chiriac, Cordescu |
| 10 septembrie 2022 13:30 | Cronica                    |         |                                   | Sala de Sport „Gheorghe Barițiu”, Turda Arbitri: Chiriac, Cordescu |

| 10 septembrie 2022 13:30 | CS Arena Târgu Mureș | 32 - 38 | „U” Cluj | Sala Polivalentă, Târgu Mureș Arbitri: Gurbina, Stanciu |
| 10 septembrie 2022 13:30 | Gal 11               | (15-17) | Cordoș 9 | Sala Polivalentă, Târgu Mureș Arbitri: Gurbina, Stanciu |
| 10 septembrie 2022 13:30 | Cronica              |         |          | Sala Polivalentă, Târgu Mureș Arbitri: Gurbina, Stanciu |

| 10 septembrie 2022 18:00 | CSM Deva | 41 - 34 | CNOPJ Baia Mare     | Sala Sporturilor, Deva Arbitri: Tătăru, Văcariu |
| 10 septembrie 2022 18:00 | Șamanț 7 | (23-18) | Boiciuc, Romaniuc 6 | Sala Sporturilor, Deva Arbitri: Tătăru, Văcariu |
| 10 septembrie 2022 18:00 | Cronica  |         |                     | Sala Sporturilor, Deva Arbitri: Tătăru, Văcariu |

| 12 septembrie 2022 14:00 | CS Universitatea Reșița | 27 - 32 | CNE Râmnicu Vâlcea | Sala Polivalentă, Reșița Arbitri: Dumitru, Ionescu |
| 12 septembrie 2022 14:00 | Vlădășel 11             | (11-16) | Soroceanu 6        | Sala Polivalentă, Reșița Arbitri: Dumitru, Ionescu |
| 12 septembrie 2022 14:00 | Cronica                 |         |                    | Sala Polivalentă, Reșița Arbitri: Dumitru, Ionescu |

### Etapa II
| 14 septembrie 2022 15:00 | CNOPJ Baia Mare | 36 - 29 | ACS „Liviu Rebreanu” Turda | Sala „Lascăr Pană”, Baia Mare Arbitri: Gherman, Moldovan |
| 14 septembrie 2022 15:00 | Boiciuc 8       | (18-16) | T. Damian 9                | Sala „Lascăr Pană”, Baia Mare Arbitri: Gherman, Moldovan |
| 14 septembrie 2022 15:00 | Cronica         |         |                            | Sala „Lascăr Pană”, Baia Mare Arbitri: Gherman, Moldovan |

| 17 septembrie 2022 10:00 | CNE Râmnicu Vâlcea | 33 - 33 | CS Arena Târgu Mureș | Sala Colegiului Energetic, Râmnicu Vâlcea Arbitri: Ciutacu, Stamatoiu |
| 17 septembrie 2022 10:00 | Bălan 11           | (16-16) | Gal 9                | Sala Colegiului Energetic, Râmnicu Vâlcea Arbitri: Ciutacu, Stamatoiu |
| 17 septembrie 2022 10:00 | Cronica            |         |                      | Sala Colegiului Energetic, Râmnicu Vâlcea Arbitri: Ciutacu, Stamatoiu |

| 17 septembrie 2022 12:00 | CS Universitar Oradea | 23 - 35 | CSM Deva   | Sala de Jocuri Sportive a Universității, Oradea Arbitri: Pavel, Pențea |
| 17 septembrie 2022 12:00 | Duțu 5                | (8-16)  | Lisewska 9 | Sala de Jocuri Sportive a Universității, Oradea Arbitri: Pavel, Pențea |
| 17 septembrie 2022 12:00 | Cronica               |         |            | Sala de Jocuri Sportive a Universității, Oradea Arbitri: Pavel, Pențea |

| 17 septembrie 2022 12:00 | CS Universitatea Reșița | 43 - 27 | CSU de Vest Timișoara | Sala Polivalentă, Reșița Arbitri: Marii, Stegaru |
| 17 septembrie 2022 12:00 | Vlădășel 10             | (23-12) | E. Voicu 8            | Sala Polivalentă, Reșița Arbitri: Marii, Stegaru |
| 17 septembrie 2022 12:00 | Cronica                 |         |                       | Sala Polivalentă, Reșița Arbitri: Marii, Stegaru |

| 17 septembrie 2022 13:00 | CS Gloria 2018 Bistrița-Năsăud II | 29 - 35 | „U” Cluj | Sala Polivalentă, Bistrița Arbitri: Gherman, Moldovan |
| 17 septembrie 2022 13:00 | Striukova 10                      | (16-15) | Șerban 9 | Sala Polivalentă, Bistrița Arbitri: Gherman, Moldovan |
| 17 septembrie 2022 13:00 | Cronica                           |         |          | Sala Polivalentă, Bistrița Arbitri: Gherman, Moldovan |

### Etapa III
| 21 septembrie 2022 18:00 | CSM Deva  | 37 - 15 | CS Universitatea Reșița | Sala Sporturilor, Deva Arbitri: Baghiu, Fiscu |
| 21 septembrie 2022 18:00 | Toader 11 | (18-10) | Vlădășel 5              | Sala Sporturilor, Deva Arbitri: Baghiu, Fiscu |
| 21 septembrie 2022 18:00 | Cronica   |         |                         | Sala Sporturilor, Deva Arbitri: Baghiu, Fiscu |

| 24 septembrie 2022 11:00 | CSU de Vest Timișoara | 30 - 29 | CNE Râmnicu Vâlcea | Sala UVT, Timișoara Arbitri: Dosa, Ianu |
| 24 septembrie 2022 11:00 | Sîrbu 12              | (17-13) | Bodijar 10         | Sala UVT, Timișoara Arbitri: Dosa, Ianu |
| 24 septembrie 2022 11:00 | Cronica               |         |                    | Sala UVT, Timișoara Arbitri: Dosa, Ianu |

| 24 septembrie 2022 17:00 | „U” Cluj | 31 - 31 | CNOPJ Baia Mare | Sala Sporturilor „Horia Demian”, Cluj-Napoca Arbitri: Iacob, Moldovan |
| 24 septembrie 2022 17:00 | Cordoș 9 | (15-18) | Lazea 7         | Sala Sporturilor „Horia Demian”, Cluj-Napoca Arbitri: Iacob, Moldovan |
| 24 septembrie 2022 17:00 | Cronica  |         |                 | Sala Sporturilor „Horia Demian”, Cluj-Napoca Arbitri: Iacob, Moldovan |

| 24 septembrie 2022 17:30 | CS Arena Târgu Mureș | 37 - 37 | CS Gloria 2018 Bistrița-Năsăud II | Sala Polivalentă, Târgu Mureș Arbitri: Pavel, Pențea |
| 24 septembrie 2022 17:30 | Gal 13               | (20-17) | Mălăncuș 10                       | Sala Polivalentă, Târgu Mureș Arbitri: Pavel, Pențea |
| 24 septembrie 2022 17:30 | Cronica              |         |                                   | Sala Polivalentă, Târgu Mureș Arbitri: Pavel, Pențea |

| 27 septembrie 2022 17:00 | ACS „Liviu Rebreanu” Turda | 30 - 28 | CS Universitar Oradea | Sala de Sport „Gheorghe Barițiu”, Turda Arbitri: Tătăru, Văcariu |
| 27 septembrie 2022 17:00 | Scutaru 6                  | (15-17) | Bîscă 9               | Sala de Sport „Gheorghe Barițiu”, Turda Arbitri: Tătăru, Văcariu |
| 27 septembrie 2022 17:00 | Cronica                    |         |                       | Sala de Sport „Gheorghe Barițiu”, Turda Arbitri: Tătăru, Văcariu |

### Etapa IV
| 6 octombrie 2022 15:30 | CNE Râmnicu Vâlcea | 25 - 32 | CS Gloria 2018 Bistrița-Năsăud II | Sala Colegiului Energetic, Râmnicu Vâlcea Arbitri: Marii, Stegaru |
| 6 octombrie 2022 15:30 | Mușat 10           | (13-14) | Mezei 8                           | Sala Colegiului Energetic, Râmnicu Vâlcea Arbitri: Marii, Stegaru |
| 6 octombrie 2022 15:30 | Cronica            |         |                                   | Sala Colegiului Energetic, Râmnicu Vâlcea Arbitri: Marii, Stegaru |

| 7 octombrie 2022 15:30 | CNOPJ Baia Mare | 42 - 35 | CS Arena Târgu Mureș | Sala „Lascăr Pană”, Baia Mare Arbitri: Apostu, Sechel |
| 7 octombrie 2022 15:30 | Boiciuc 9       | (23-19) | Gal 9                | Sala „Lascăr Pană”, Baia Mare Arbitri: Apostu, Sechel |
| 7 octombrie 2022 15:30 | Cronica         |         |                      | Sala „Lascăr Pană”, Baia Mare Arbitri: Apostu, Sechel |

| 8 octombrie 2022 12:00 | CS Universitar Oradea | 33 - 32 | „U” Cluj | Sala de Jocuri Sportive a Universității, Oradea Arbitri: Gherman, Moldovan |
| 8 octombrie 2022 12:00 | Snakovszki 8          | (14-17) | Cordoș 8 | Sala de Jocuri Sportive a Universității, Oradea Arbitri: Gherman, Moldovan |
| 8 octombrie 2022 12:00 | Cronica               |         |          | Sala de Jocuri Sportive a Universității, Oradea Arbitri: Gherman, Moldovan |

| 8 octombrie 2022 12:00 | CSU de Vest Timișoara     | 17 - 34 | CSM Deva | Sala UVT, Timișoara Arbitri: Fugaru, Oțelea |
| 8 octombrie 2022 12:00 | Drăgan, Sîrbu, E. Voicu 4 | (6-16)  | Malac 9  | Sala UVT, Timișoara Arbitri: Fugaru, Oțelea |
| 8 octombrie 2022 12:00 | Cronica                   |         |          | Sala UVT, Timișoara Arbitri: Fugaru, Oțelea |

| 8 octombrie 2022 12:00 | CS Universitatea Reșița | 32 - 29 | ACS „Liviu Rebreanu” Turda | Sala Polivalentă, Reșița Arbitri: Geaburu, Mitran |
| 8 octombrie 2022 12:00 | Vlădășel 14             | (15-14) | T. Damian 7                | Sala Polivalentă, Reșița Arbitri: Geaburu, Mitran |
| 8 octombrie 2022 12:00 | Cronica                 |         |                            | Sala Polivalentă, Reșița Arbitri: Geaburu, Mitran |

### Etapa V
| 12 octombrie 2022 18:00 | CSM Deva  | 37 - 30 | CNE Râmnicu Vâlcea | Sala Sporturilor, Deva Arbitri: Dumitru, Ionescu |
| 12 octombrie 2022 18:00 | Șamanț 13 | (20-16) | Mușat 8            | Sala Sporturilor, Deva Arbitri: Dumitru, Ionescu |
| 12 octombrie 2022 18:00 | Cronica   |         |                    | Sala Sporturilor, Deva Arbitri: Dumitru, Ionescu |

| 14 octombrie 2022 16:00 | CS Gloria 2018 Bistrița-Năsăud II | 29 - 41 | CNOPJ Baia Mare | Sala Polivalentă, Bistrița Arbitri: Iacob, Moldovan |
| 14 octombrie 2022 16:00 | Căprar 10                         | (13-21) | Boiciuc 12      | Sala Polivalentă, Bistrița Arbitri: Iacob, Moldovan |
| 14 octombrie 2022 16:00 | Cronica                           |         |                 | Sala Polivalentă, Bistrița Arbitri: Iacob, Moldovan |

| 15 octombrie 2022 12:00 | ACS „Liviu Rebreanu” Turda | 32 - 28 | CSU de Vest Timișoara | Sala de Sport „Gheorghe Barițiu”, Turda Arbitri: Dan, Macarie |
| 15 octombrie 2022 12:00 | T. Damian 10               | (20-14) | Sîrbu, E. Voicu 10    | Sala de Sport „Gheorghe Barițiu”, Turda Arbitri: Dan, Macarie |
| 15 octombrie 2022 12:00 | Cronica                    |         |                       | Sala de Sport „Gheorghe Barițiu”, Turda Arbitri: Dan, Macarie |

| 15 octombrie 2022 12:00 | „U” Cluj  | 42 - 24 | CS Universitatea Reșița | Sala Sporturilor „Horia Demian”, Cluj-Napoca Arbitri: Coroban, Horoba |
| 15 octombrie 2022 12:00 | Bărbos 11 | (24-12) | Știubei 4               | Sala Sporturilor „Horia Demian”, Cluj-Napoca Arbitri: Coroban, Horoba |
| 15 octombrie 2022 12:00 | Cronica   |         |                         | Sala Sporturilor „Horia Demian”, Cluj-Napoca Arbitri: Coroban, Horoba |

| 16 octombrie 2022 15:30 | CS Arena Târgu Mureș | 41 - 39 | CS Universitar Oradea | Sala Polivalentă, Târgu Mureș Arbitri: Gal, Constantin |
| 16 octombrie 2022 15:30 | Bărăbaș 9            | (22-20) | Argyelan 10           | Sala Polivalentă, Târgu Mureș Arbitri: Gal, Constantin |
| 16 octombrie 2022 15:30 | Cronica              |         |                       | Sala Polivalentă, Târgu Mureș Arbitri: Gal, Constantin |

### Etapa VI
| 18 noiembrie 2022 14:30 | CNE Râmnicu Vâlcea | 38 - 42 | CNOPJ Baia Mare | Sala Colegiului Energetic, Râmnicu Vâlcea Arbitri: Chiriac, Cordescu |
| 18 noiembrie 2022 14:30 | Bălan 7            | (16-19) | Rusneac 10      | Sala Colegiului Energetic, Râmnicu Vâlcea Arbitri: Chiriac, Cordescu |
| 18 noiembrie 2022 14:30 | Cronica            |         |                 | Sala Colegiului Energetic, Râmnicu Vâlcea Arbitri: Chiriac, Cordescu |

| 18 noiembrie 2022 18:00 | CSM Deva           | 45 - 20 | ACS „Liviu Rebreanu” Turda | Sala Sporturilor, Deva Arbitri: Pavel, Pențea |
| 18 noiembrie 2022 18:00 | Lisewska, Toader 7 | (25-9)  | Dascălu 5                  | Sala Sporturilor, Deva Arbitri: Pavel, Pențea |
| 18 noiembrie 2022 18:00 | Cronica            |         |                            | Sala Sporturilor, Deva Arbitri: Pavel, Pențea |

| 19 noiembrie 2022 11:00 | CSU de Vest Timișoara | 23 - 30 | „U” Cluj   | Sala Sporturilor „Constantin Jude”, Timișoara Arbitri: Pipa, Suciu |
| 19 noiembrie 2022 11:00 | Șufană 10             | (8-15)  | Istratie 8 | Sala Sporturilor „Constantin Jude”, Timișoara Arbitri: Pipa, Suciu |
| 19 noiembrie 2022 11:00 | Cronica               |         |            | Sala Sporturilor „Constantin Jude”, Timișoara Arbitri: Pipa, Suciu |

| 19 noiembrie 2022 12:00 | CS Universitar Oradea | 31 - 28 | CS Gloria 2018 Bistrița-Năsăud II | Sala de Jocuri Sportive a Universității, Oradea Arbitri: Apostu, Chinde |
| 19 noiembrie 2022 12:00 | Trantea 5             | (16-14) | Striukova 8                       | Sala de Jocuri Sportive a Universității, Oradea Arbitri: Apostu, Chinde |
| 19 noiembrie 2022 12:00 | Cronica               |         |                                   | Sala de Jocuri Sportive a Universității, Oradea Arbitri: Apostu, Chinde |

| 19 noiembrie 2022 12:00 | CS Universitatea Reșița | 36 - 42 | CS Arena Târgu Mureș | Sala Sporturilor, Reșița Arbitri: Marii, Stegaru |
| 19 noiembrie 2022 12:00 | Vlădășel 12             | (19-23) | Bărăbaș, Gal 10      | Sala Sporturilor, Reșița Arbitri: Marii, Stegaru |
| 19 noiembrie 2022 12:00 | Cronica                 |         |                      | Sala Sporturilor, Reșița Arbitri: Marii, Stegaru |

### Etapa VII
| 24 noiembrie 2022 15:00 | ACS „Liviu Rebreanu” Turda | 41 - 32 | CNE Râmnicu Vâlcea | Sala de Sport „Gheorghe Barițiu”, Turda Arbitri: Beica, Dodu |
| 24 noiembrie 2022 15:00 | T. Damian 12               | (20-19) | Bodijar 9          | Sala de Sport „Gheorghe Barițiu”, Turda Arbitri: Beica, Dodu |
| 24 noiembrie 2022 15:00 | Cronica                    |         |                    | Sala de Sport „Gheorghe Barițiu”, Turda Arbitri: Beica, Dodu |

| 24 noiembrie 2022 15:30 | CNOPJ Baia Mare | 38 - 30 | CS Universitar Oradea | Sala „Lascăr Pană”, Baia Mare Arbitri: Gherman, Moldovan |
| 24 noiembrie 2022 15:30 | Boiciuc 10      | (16-12) | Duțu 6                | Sala „Lascăr Pană”, Baia Mare Arbitri: Gherman, Moldovan |
| 24 noiembrie 2022 15:30 | Cronica         |         |                       | Sala „Lascăr Pană”, Baia Mare Arbitri: Gherman, Moldovan |

| 14 octombrie 2022 11:00 | CS Gloria 2018 Bistrița-Năsăud II | 44 - 27 | CS Universitatea Reșița | Sala Polivalentă, Bistrița Arbitri: Dan, Macarie |
| 14 octombrie 2022 11:00 | Mălăncuș, Striukova 7             | (18-13) | Vlădășel 9              | Sala Polivalentă, Bistrița Arbitri: Dan, Macarie |
| 14 octombrie 2022 11:00 | Cronica                           |         |                         | Sala Polivalentă, Bistrița Arbitri: Dan, Macarie |

| 15 octombrie 2022 12:00 | „U” Cluj | 24 - 34 | CSM Deva           | Sala Sporturilor „Horia Demian”, Cluj-Napoca Arbitri: Agliceriu, Turdean |
| 15 octombrie 2022 12:00 | Șerban 9 | (16-18) | Lisewska, Șamanț 8 | Sala Sporturilor „Horia Demian”, Cluj-Napoca Arbitri: Agliceriu, Turdean |
| 15 octombrie 2022 12:00 | Cronica  |         |                    | Sala Sporturilor „Horia Demian”, Cluj-Napoca Arbitri: Agliceriu, Turdean |

| 16 octombrie 2022 17:00 | CS Arena Târgu Mureș | 36 - 21 | CSU de Vest Timișoara | Sala LPS „Szász Adalbert”, Târgu Mureș Arbitri: Dudău, Dudău |
| 16 octombrie 2022 17:00 | Bărăbaș 8            | (19-13) | Ludwig 5              | Sala LPS „Szász Adalbert”, Târgu Mureș Arbitri: Dudău, Dudău |
| 16 octombrie 2022 17:00 | Cronica              |         |                       | Sala LPS „Szász Adalbert”, Târgu Mureș Arbitri: Dudău, Dudău |

### Etapa VIII
| 7 decembrie 2022 12:00 | CNE Râmnicu Vâlcea | 37 - 34 | CS Universitar Oradea | Sala Colegiului Energetic, Râmnicu Vâlcea Arbitri: Samson, Trandafirescu |
| 7 decembrie 2022 12:00 | (17-16)            |         |                       | Sala Colegiului Energetic, Râmnicu Vâlcea Arbitri: Samson, Trandafirescu |
| 7 decembrie 2022 12:00 | Cronica            |         |                       | Sala Colegiului Energetic, Râmnicu Vâlcea Arbitri: Samson, Trandafirescu |

| 7 decembrie 2022 15:00 | CS Universitatea Reșița | 31 - 43 | CNOPJ Baia Mare | Sala Sporturilor, Reșița Arbitri: Fugaru, Oțelea |
| 7 decembrie 2022 15:00 | Vlădășel 7              | (16-23) | Boiciuc 11      | Sala Sporturilor, Reșița Arbitri: Fugaru, Oțelea |
| 7 decembrie 2022 15:00 | Cronica                 |         |                 | Sala Sporturilor, Reșița Arbitri: Fugaru, Oțelea |

| 7 decembrie 2022 15:00 | ACS „Liviu Rebreanu” Turda | 25 - 29 | „U” Cluj | Sala de Sport „Gheorghe Barițiu”, Turda Arbitri: Tătăru, Văcariu |
| 7 decembrie 2022 15:00 | T. Damian 12               | (11-12) | Bărbos 9 | Sala de Sport „Gheorghe Barițiu”, Turda Arbitri: Tătăru, Văcariu |
| 7 decembrie 2022 15:00 | Cronica                    |         |          | Sala de Sport „Gheorghe Barițiu”, Turda Arbitri: Tătăru, Văcariu |

| 7 decembrie 2022 17:30 | CSU de Vest Timișoara | 19 - 27 | CS Gloria 2018 Bistrița-Năsăud II | Sala Sporturilor „Constantin Jude”, Timișoara Arbitri: Jurj, Vizitiu |
| 7 decembrie 2022 17:30 | Sîrbu 8               | (11-14) | Emili, Lung 6                     | Sala Sporturilor „Constantin Jude”, Timișoara Arbitri: Jurj, Vizitiu |
| 7 decembrie 2022 17:30 | Cronica               |         |                                   | Sala Sporturilor „Constantin Jude”, Timișoara Arbitri: Jurj, Vizitiu |

| 7 decembrie 2022 18:00 | CSM Deva    | 32 - 28 | CS Arena Târgu Mureș | Sala Sporturilor, Deva Arbitri: Dumitru, Ionescu |
| 7 decembrie 2022 18:00 | Lisewska 11 | (15-15) | Gal, Ördög, Țifui 7  | Sala Sporturilor, Deva Arbitri: Dumitru, Ionescu |
| 7 decembrie 2022 18:00 | Cronica     |         |                      | Sala Sporturilor, Deva Arbitri: Dumitru, Ionescu |

### Etapa IX
| 9 decembrie 2022 14:00 | „U” Cluj | 31 - 25 | CNE Râmnicu Vâlcea | Sala Sporturilor „Horia Demian”, Cluj-Napoca Arbitri: Pipa, Suciu |
| 9 decembrie 2022 14:00 | Șerban 9 | (14-15) | Mlecov 14          | Sala Sporturilor „Horia Demian”, Cluj-Napoca Arbitri: Pipa, Suciu |
| 9 decembrie 2022 14:00 | Cronica  |         |                    | Sala Sporturilor „Horia Demian”, Cluj-Napoca Arbitri: Pipa, Suciu |

| 10 decembrie 2022 11:30 | CS Universitar Oradea | 39 - 24 | CS Universitatea Reșița | Sala de Jocuri Sportive a Universității, Oradea Arbitri: Ghiocel, Râpă |
| 10 decembrie 2022 11:30 | Duțu 6                | (24-13) | Eremici 7               | Sala de Jocuri Sportive a Universității, Oradea Arbitri: Ghiocel, Râpă |
| 10 decembrie 2022 11:30 | Cronica               |         |                         | Sala de Jocuri Sportive a Universității, Oradea Arbitri: Ghiocel, Râpă |

| 10 decembrie 2022 12:00 | CS Arena Târgu Mureș | 30 - 29 | ACS „Liviu Rebreanu” Turda | Sala Polivalentă, Târgu Mureș Arbitri: Pavel, Pențea |
| 10 decembrie 2022 12:00 | Gal 10               | (16-15) | T. Damian 7                | Sala Polivalentă, Târgu Mureș Arbitri: Pavel, Pențea |
| 10 decembrie 2022 12:00 | Cronica              |         |                            | Sala Polivalentă, Târgu Mureș Arbitri: Pavel, Pențea |

| 10 decembrie 2022 12:30 | CNOPJ Baia Mare   | 41 - 31 | CSU de Vest Timișoara | Sala „Lascăr Pană”, Baia Mare Arbitri: Debreczeni, Cosma |
| 10 decembrie 2022 12:30 | Boiciuc, Groșan 7 | (22-17) | E. Voicu 9            | Sala „Lascăr Pană”, Baia Mare Arbitri: Debreczeni, Cosma |
| 10 decembrie 2022 12:30 | Cronica           |         |                       | Sala „Lascăr Pană”, Baia Mare Arbitri: Debreczeni, Cosma |

| 10 decembrie 2022 17:00 | CS Gloria 2018 Bistrița-Năsăud II | 24 - 36 | CSM Deva  | Sala Polivalentă, Bistrița Arbitri: Cristea, Murariu |
| 10 decembrie 2022 17:00 | Căprar 6                          | (12-19) | Șamanț 13 | Sala Polivalentă, Bistrița Arbitri: Cristea, Murariu |
| 10 decembrie 2022 17:00 | Cronica                           |         |           | Sala Polivalentă, Bistrița Arbitri: Cristea, Murariu |

| Clasament valabil pe 10 decembrie 2022, la finalul turului. \| Poz. \| Echipa \| J \| V \| E \| Î \| GM \| GP \| DG \| P \| \| ---- \| --------------------------------- \| - \| - \| - \| - \| --- \| --- \| ----- \| -- \| \| 1 \| CSM Deva \| 9 \| 9 \| 0 \| 0 \| 331 \| 215 \| + 116 \| 27 \| \| 2 \| CNOPJ Baia Mare \| 9 \| 7 \| 1 \| 1 \| 348 \| 295 \| + 53 \| 22 \| \| 3 \| „U” Cluj1) \| 9 \| 6 \| 1 \| 2 \| 292 \| 256 \| + 36 \| 19 \| \| 4 \| CS Universitar Oradea \| 9 \| 5 \| 0 \| 4 \| 300 \| 292 \| + 8 \| 15 \| \| 5 \| CS Arena Târgu Mureș \| 9 \| 4 \| 2 \| 3 \| 314 \| 307 \| + 7 \| 14 \| \| 6 \| CS Gloria 2018 Bistrița-Năsăud II \| 9 \| 3 \| 1 \| 5 \| 274 \| 280 \| – 6 \| 10 \| \| 7 \| ACS „Liviu Rebreanu” Turda \| 9 \| 3 \| 0 \| 6 \| 264 \| 294 \| – 30 \| 9 \| \| 8 \| CNE Râmnicu Vâlcea \| 9 \| 2 \| 1 \| 6 \| 281 \| 307 \| – 26 \| 7 \| \| 9 \| CS Universitatea Reșița \| 9 \| 2 \| 0 \| 7 \| 259 \| 335 \| – 76 \| 6 \| \| 10 \| CSU de Vest Timișoara \| 9 \| 1 \| 0 \| 8 \| 223 \| 305 \| – 82 \| 3 \| 1) Prin Hotărârea nr. 5/20.09.2022 a Comisiei Centrale de Disciplină „U” Cluj a fost penalizată cu 4 puncte pentru nerespectarea Hotărârii nr. 595/28.03.2022 a Comisiei de Soluționare a Litigiilor, Hotărârii nr. 2/18.08.2022 a Comisiei Centrale de Apel și a Hotărârii nr. 3/06.09.2022 a Comisiei Centrale de Disciplină. „U” Cluj a depus apeluri și, pe 9 noiembrie 2022, Comisia Centrală de Apel a admis apelurile, a dispus desființarea Hotărârii nr. 3/06.09.2022 și a Hotărârii nr. 5/20.09.2022 ale Comisiei Centrale de Disciplină și a înlăturat sancțiunile aplicate. |                                   |   |   |   |   |     |     |       |    |
| Poz. | Echipa                            | J | V | E | Î | GM  | GP  | DG    | P  |
| 1 | CSM Deva                          | 9 | 9 | 0 | 0 | 331 | 215 | + 116 | 27 |
| 2 | CNOPJ Baia Mare                   | 9 | 7 | 1 | 1 | 348 | 295 | + 53  | 22 |
| 3 | „U” Cluj1)                        | 9 | 6 | 1 | 2 | 292 | 256 | + 36  | 19 |
| 4 | CS Universitar Oradea             | 9 | 5 | 0 | 4 | 300 | 292 | + 8   | 15 |
| 5 | CS Arena Târgu Mureș              | 9 | 4 | 2 | 3 | 314 | 307 | + 7   | 14 |
| 6 | CS Gloria 2018 Bistrița-Năsăud II | 9 | 3 | 1 | 5 | 274 | 280 | – 6   | 10 |
| 7 | ACS „Liviu Rebreanu” Turda        | 9 | 3 | 0 | 6 | 264 | 294 | – 30  | 9  |
| 8 | CNE Râmnicu Vâlcea                | 9 | 2 | 1 | 6 | 281 | 307 | – 26  | 7  |
| 9 | CS Universitatea Reșița           | 9 | 2 | 0 | 7 | 259 | 335 | – 76  | 6  |
| 10 | CSU de Vest Timișoara             | 9 | 1 | 0 | 8 | 223 | 305 | – 82  | 3  |

### Rezultate în retur
Date oficiale publicate de Federația Română de Handbal

### Etapa X
| 21 ianuarie 2023 11:00 | CNE Râmnicu Vâlcea | 35 - 27 | CS Universitatea Reșița | Sala Colegiului Energetic, Râmnicu Vâlcea Arbitri: Geaburu, Mitran |
| 21 ianuarie 2023 11:00 | Trușcă 9           | (15-10) | Eremici 7               | Sala Colegiului Energetic, Râmnicu Vâlcea Arbitri: Geaburu, Mitran |
| 21 ianuarie 2023 11:00 | Cronica            |         |                         | Sala Colegiului Energetic, Râmnicu Vâlcea Arbitri: Geaburu, Mitran |

| 21 ianuarie 2023 12:00 | CS Universitar Oradea | 43 - 27 | CSU de Vest Timișoara | Sala de Jocuri Sportive a Universității, Oradea Arbitri: Jurj, Vizitiu |
| 21 ianuarie 2023 12:00 | Tudose 7              | (22-11) | E. Voicu 8            | Sala de Jocuri Sportive a Universității, Oradea Arbitri: Jurj, Vizitiu |
| 21 ianuarie 2023 12:00 | Cronica               |         |                       | Sala de Jocuri Sportive a Universității, Oradea Arbitri: Jurj, Vizitiu |

| 21 ianuarie 2023 12:00 | CS Gloria 2018 Bistrița-Năsăud II | 25 - 22 | ACS „Liviu Rebreanu” Turda | Sala Polivalentă, Bistrița Arbitri: Iacob, Moldovan |
| 21 ianuarie 2023 12:00 | Căprar 9                          | (11-13) | T. Damian 10               | Sala Polivalentă, Bistrița Arbitri: Iacob, Moldovan |
| 21 ianuarie 2023 12:00 | Cronica                           |         |                            | Sala Polivalentă, Bistrița Arbitri: Iacob, Moldovan |

| 21 ianuarie 2023 12:30 | CNOPJ Baia Mare | 29 - 29 | CSM Deva | Sala „Lascăr Pană”, Baia Mare Arbitri: Belean, Hendrea |
| 21 ianuarie 2023 12:30 | Boiciuc 9       | (17-14) | Șamanț 7 | Sala „Lascăr Pană”, Baia Mare Arbitri: Belean, Hendrea |
| 21 ianuarie 2023 12:30 | Cronica         |         |          | Sala „Lascăr Pană”, Baia Mare Arbitri: Belean, Hendrea |

| 21 ianuarie 2023 13:00 | „U” Cluj        | 32 - 23 | CS Arena Târgu Mureș | Sala Sporturilor „Horia Demian”, Cluj-Napoca Arbitri: Apostu, Chinde |
| 21 ianuarie 2023 13:00 | Crețu, Șerban 6 | (15-14) | Bărăbaș 9            | Sala Sporturilor „Horia Demian”, Cluj-Napoca Arbitri: Apostu, Chinde |
| 21 ianuarie 2023 13:00 | Cronica         |         |                      | Sala Sporturilor „Horia Demian”, Cluj-Napoca Arbitri: Apostu, Chinde |

### Etapa XI
| 27 ianuarie 2023 15:00 | ACS „Liviu Rebreanu” Turda | 32 - 27 | CNOPJ Baia Mare | Sala de Sport „Gheorghe Barițiu”, Turda Arbitri: Ardelean, Botez |
| 27 ianuarie 2023 15:00 | T. Damian, Dușa 6          | (15-17) | Boiciuc 7       | Sala de Sport „Gheorghe Barițiu”, Turda Arbitri: Ardelean, Botez |
| 27 ianuarie 2023 15:00 | Cronica                    |         |                 | Sala de Sport „Gheorghe Barițiu”, Turda Arbitri: Ardelean, Botez |

| 28 ianuarie 2023 11:00 | CSM Deva | 32 - 24 | CS Universitar Oradea | Sala Sporturilor, Deva Arbitri: Geaburu, Mitran |
| 28 ianuarie 2023 11:00 | Tetean 8 | (17-8)  | Tudose 7              | Sala Sporturilor, Deva Arbitri: Geaburu, Mitran |
| 28 ianuarie 2023 11:00 | Cronica  |         |                       | Sala Sporturilor, Deva Arbitri: Geaburu, Mitran |

| 28 ianuarie 2023 12:00 | „U” Cluj | 31 - 28 | CS Gloria 2018 Bistrița-Năsăud II | Sala Sporturilor „Horia Demian”, Cluj-Napoca Arbitri: Belean, Hendrea |
| 28 ianuarie 2023 12:00 | Bărbos 9 | (13-14) | D. Bazaliu, Căprar, Munteanu 5    | Sala Sporturilor „Horia Demian”, Cluj-Napoca Arbitri: Belean, Hendrea |
| 28 ianuarie 2023 12:00 | Cronica  |         |                                   | Sala Sporturilor „Horia Demian”, Cluj-Napoca Arbitri: Belean, Hendrea |

| 28 ianuarie 2023 12:00 | CSU de Vest Timișoara | 27 - 27 | CS Universitatea Reșița | Sala UVT, Timișoara Arbitri: Chiriac, Cordescu |
| 28 ianuarie 2023 12:00 | Șufană 7              | (14-14) | Bledea 8                | Sala UVT, Timișoara Arbitri: Chiriac, Cordescu |
| 28 ianuarie 2023 12:00 | Cronica               |         |                         | Sala UVT, Timișoara Arbitri: Chiriac, Cordescu |

| 28 ianuarie 2023 17:00 | CS Arena Târgu Mureș | 46 - 36 | CNE Râmnicu Vâlcea | Sala Polivalentă, Târgu Mureș Arbitri: Chiriac, Vlasa |
| 28 ianuarie 2023 17:00 | Bărăbaș 9            | (23-18) | B. Enache 11       | Sala Polivalentă, Târgu Mureș Arbitri: Chiriac, Vlasa |
| 28 ianuarie 2023 17:00 | Cronica              |         |                    | Sala Polivalentă, Târgu Mureș Arbitri: Chiriac, Vlasa |

### Etapa XII
| 2 februarie 2023 14:00 | CNOPJ Baia Mare | 28 - 32 | „U” Cluj | Sala „Lascăr Pană”, Baia Mare Arbitri: Pavel, Pențea |
| 2 februarie 2023 14:00 | Boiciuc 8       | (17-17) | Șerban 8 | Sala „Lascăr Pană”, Baia Mare Arbitri: Pavel, Pențea |
| 2 februarie 2023 14:00 | Cronica         |         |          | Sala „Lascăr Pană”, Baia Mare Arbitri: Pavel, Pențea |

| 4 februarie 2023 10:00 | CNE Râmnicu Vâlcea | 35 - 33 | CSU de Vest Timișoara | Sala Colegiului Energetic, Râmnicu Vâlcea Arbitri: Dumitru, Ionescu |
| 4 februarie 2023 10:00 | (22-21)            |         |                       | Sala Colegiului Energetic, Râmnicu Vâlcea Arbitri: Dumitru, Ionescu |
| 4 februarie 2023 10:00 | Cronica            |         |                       | Sala Colegiului Energetic, Râmnicu Vâlcea Arbitri: Dumitru, Ionescu |

| 4 februarie 2023 10:00 | CS Gloria 2018 Bistrița-Năsăud II | 36 - 31 | CS Arena Târgu Mureș | Sala de Sport „Dorin Moruțan”, Bistrița Arbitri: Mârza, Nedelea |
| 4 februarie 2023 10:00 | Mălăncuș 10                       | (17-14) | Bărăbaș, Moldovan 7  | Sala de Sport „Dorin Moruțan”, Bistrița Arbitri: Mârza, Nedelea |
| 4 februarie 2023 10:00 | Cronica                           |         |                      | Sala de Sport „Dorin Moruțan”, Bistrița Arbitri: Mârza, Nedelea |

| 4 februarie 2023 12:00 | CS Universitatea Reșița | 19 - 39 | CSM Deva | Sala Sporturilor, Reșița Arbitri: Marii, Stegaru |
| 4 februarie 2023 12:00 | Știubei, Voina 4        | (8-15)  | Toader 8 | Sala Sporturilor, Reșița Arbitri: Marii, Stegaru |
| 4 februarie 2023 12:00 | Cronica                 |         |          | Sala Sporturilor, Reșița Arbitri: Marii, Stegaru |

| 4 februarie 2023 13:30 | CS Universitar Oradea | 32 - 32 | ACS „Liviu Rebreanu” Turda | Sala de Jocuri Sportive a Universității, Oradea Arbitri: Baghiu, Fiscu |
| 4 februarie 2023 13:30 | Argyelan 9            | (16-17) | T. Damian 13               | Sala de Jocuri Sportive a Universității, Oradea Arbitri: Baghiu, Fiscu |
| 4 februarie 2023 13:30 | Cronica               |         |                            | Sala de Jocuri Sportive a Universității, Oradea Arbitri: Baghiu, Fiscu |

### Etapa XIII
| 9 februarie 2023 15:00 | CS Arena Târgu Mureș | 31 - 36 | CNOPJ Baia Mare | Sala Polivalentă, Târgu Mureș Arbitri: Babău, Roibu |
| 9 februarie 2023 15:00 | Căruntu, Samson 6    | (19-21) | Rusneac 8       | Sala Polivalentă, Târgu Mureș Arbitri: Babău, Roibu |
| 9 februarie 2023 15:00 | Cronica              |         |                 | Sala Polivalentă, Târgu Mureș Arbitri: Babău, Roibu |

| 10 februarie 2023 16:00 | „U” Cluj | 28 - 23 | CS Universitar Oradea | Sala Sporturilor „Horia Demian”, Cluj-Napoca Arbitri: Tătaru, Văcariu |
| 10 februarie 2023 16:00 | Cordoș 8 | (19-14) | Tudose 6              | Sala Sporturilor „Horia Demian”, Cluj-Napoca Arbitri: Tătaru, Văcariu |
| 10 februarie 2023 16:00 | Cronica  |         |                       | Sala Sporturilor „Horia Demian”, Cluj-Napoca Arbitri: Tătaru, Văcariu |

| 11 februarie 2023 11:00 | ACS „Liviu Rebreanu” Turda | 41 - 27 | CS Universitatea Reșița | Sala de Sport „Gheorghe Barițiu”, Turda Arbitri: Pipa, Suciu |
| 11 februarie 2023 11:00 | Apostu 10                  | (21-12) | Eremici 10              | Sala de Sport „Gheorghe Barițiu”, Turda Arbitri: Pipa, Suciu |
| 11 februarie 2023 11:00 | Cronica                    |         |                         | Sala de Sport „Gheorghe Barițiu”, Turda Arbitri: Pipa, Suciu |

| 11 februarie 2023 12:00 | CSM Deva   | 46 - 20 | CSU de Vest Timișoara | Sala Sporturilor, Deva Arbitri: Dosa, Ianu |
| 11 februarie 2023 12:00 | Vlădășel 8 | (25-10) | E. Voicu 9            | Sala Sporturilor, Deva Arbitri: Dosa, Ianu |
| 11 februarie 2023 12:00 | Cronica    |         |                       | Sala Sporturilor, Deva Arbitri: Dosa, Ianu |

| 11 februarie 2023 13:00 | CS Gloria 2018 Bistrița-Năsăud II | 25 - 23 | CNE Râmnicu Vâlcea | Sala de Sport „Dorin Moruțan”, Bistrița Arbitri: Apostu, Chinde |
| 11 februarie 2023 13:00 | Căprar 7                          | (12-10) | Mușat 6            | Sala de Sport „Dorin Moruțan”, Bistrița Arbitri: Apostu, Chinde |
| 11 februarie 2023 13:00 | Cronica                           |         |                    | Sala de Sport „Dorin Moruțan”, Bistrița Arbitri: Apostu, Chinde |

### Etapa XIV
| 18 februarie 2023 11:00 | CNE Râmnicu Vâlcea | 22 - 30 | CSM Deva | Sala Colegiului Energetic, Râmnicu Vâlcea Arbitri: Chiriac, Cordescu |
| 18 februarie 2023 11:00 | Bălan 7            | (8-18)  | Tetean 9 | Sala Colegiului Energetic, Râmnicu Vâlcea Arbitri: Chiriac, Cordescu |
| 18 februarie 2023 11:00 | Cronica            |         |          | Sala Colegiului Energetic, Râmnicu Vâlcea Arbitri: Chiriac, Cordescu |

| 18 februarie 2023 12:00 | CSU de Vest Timișoara | 22 - 29 | ACS „Liviu Rebreanu” Turda | Sala UVT, Timișoara Arbitri: Pavel, Pențea |
| 18 februarie 2023 12:00 | Bilan 7               | (12-13) | T. Damian 8                | Sala UVT, Timișoara Arbitri: Pavel, Pențea |
| 18 februarie 2023 12:00 | Cronica               |         |                            | Sala UVT, Timișoara Arbitri: Pavel, Pențea |

| 18 februarie 2023 12:00 | CS Universitatea Reșița | 24 - 27 | „U” Cluj        | Sala Sporturilor, Reșița Arbitri: Ghiocel, Râpă |
| 18 februarie 2023 12:00 | Știubei 7               | (13-17) | Bărbos, Stana 5 | Sala Sporturilor, Reșița Arbitri: Ghiocel, Râpă |
| 18 februarie 2023 12:00 | Cronica                 |         |                 | Sala Sporturilor, Reșița Arbitri: Ghiocel, Râpă |

| 18 februarie 2023 12:00 | CS Universitar Oradea | 46 - 34 | CS Arena Târgu Mureș | Sala de Jocuri Sportive a Universității, Oradea Arbitri: Apostu, Chinde |
| 18 februarie 2023 12:00 | Bochiș 8              | (25-12) | Márton 10            | Sala de Jocuri Sportive a Universității, Oradea Arbitri: Apostu, Chinde |
| 18 februarie 2023 12:00 | Cronica               |         |                      | Sala de Jocuri Sportive a Universității, Oradea Arbitri: Apostu, Chinde |

| 21 februarie 2023 15:00 | CNOPJ Baia Mare | 40 - 26 | CS Gloria 2018 Bistrița-Năsăud II | Sala „Lascăr Pană”, Baia Mare Arbitri: Gherman, Moldovan |
| 21 februarie 2023 15:00 | Boiciuc 8       | (19-12) | Mălăncuș 10                       | Sala „Lascăr Pană”, Baia Mare Arbitri: Gherman, Moldovan |
| 21 februarie 2023 15:00 | Cronica         |         |                                   | Sala „Lascăr Pană”, Baia Mare Arbitri: Gherman, Moldovan |

### Etapa XV
| 7 martie 2023 13:00 | CNOPJ Baia Mare | 34 - 29 | CNE Râmnicu Vâlcea | Sala „Lascăr Pană”, Baia Mare Arbitri: Illés, Sechel |
| 7 martie 2023 13:00 | Boiciuc 9       | (14-11) | Bodijar 7          | Sala „Lascăr Pană”, Baia Mare Arbitri: Illés, Sechel |
| 7 martie 2023 13:00 | 6× 1×           | Cronica | 7× 1× 1×           | Sala „Lascăr Pană”, Baia Mare Arbitri: Illés, Sechel |

| 10 martie 2023 15:00 | ACS „Liviu Rebreanu” Turda | 20 - 26 | CSM Deva | Sala de Sport „Gheorghe Barițiu”, Turda Arbitri: Ciobea, Nacu |
| 10 martie 2023 15:00 | Scutaru 6                  | (9-14)  | Șamanț 6 | Sala de Sport „Gheorghe Barițiu”, Turda Arbitri: Ciobea, Nacu |
| 10 martie 2023 15:00 | 2× 1×                      | Cronica | 5× 3× 1× | Sala de Sport „Gheorghe Barițiu”, Turda Arbitri: Ciobea, Nacu |

| 11 martie 2023 11:00 | CS Gloria 2018 Bistrița-Năsăud II | 28 - 27 | CS Universitar Oradea | Sala Polivalentă, Bistrița Arbitri: Iacob, Moldovan |
| 11 martie 2023 11:00 | Mălăncuș 9                        | (14-14) | Argyelan, Vrabie 6    | Sala Polivalentă, Bistrița Arbitri: Iacob, Moldovan |
| 11 martie 2023 11:00 | 6× 3×                             | Cronica | 6× 1× 2×              | Sala Polivalentă, Bistrița Arbitri: Iacob, Moldovan |

| 11 martie 2023 16:00 | CS Arena Târgu Mureș | 38 - 32 | CS Universitatea Reșița | Sala Polivalentă, Târgu Mureș Arbitri: Coroban, Horoba |
| 11 martie 2023 16:00 | Gal 9                | (18-18) | Andrei, Eremici 8       | Sala Polivalentă, Târgu Mureș Arbitri: Coroban, Horoba |
| 11 martie 2023 16:00 | 4× 1×                | Cronica | 2× 2×                   | Sala Polivalentă, Târgu Mureș Arbitri: Coroban, Horoba |

| 11 martie 2023 17:00 | „U” Cluj | 33 - 20 | CSU de Vest Timișoara | Sala Sporturilor „Horia Demian”, Cluj-Napoca Arbitri: Ramba, Ungar |
| 11 martie 2023 17:00 | Crețu 7  | (18-8)  | E. Voicu 8            | Sala Sporturilor „Horia Demian”, Cluj-Napoca Arbitri: Ramba, Ungar |
| 11 martie 2023 17:00 | 7× 1× 1× | Cronica | 7×                    | Sala Sporturilor „Horia Demian”, Cluj-Napoca Arbitri: Ramba, Ungar |

### Etapa XVI
| 14 martie 2023 14:30 | CNE Râmnicu Vâlcea | 33 - 33 | ACS „Liviu Rebreanu” Turda | Sala Colegiului Energetic, Râmnicu Vâlcea Arbitri: Marii, Stegaru |
| 14 martie 2023 14:30 | Bodijar 9          | (14-13) | Scutaru 7                  | Sala Colegiului Energetic, Râmnicu Vâlcea Arbitri: Marii, Stegaru |
| 14 martie 2023 14:30 | 4× 1×              | Cronica | 2× 1×                      | Sala Colegiului Energetic, Râmnicu Vâlcea Arbitri: Marii, Stegaru |

| 18 martie 2023 10:00 | CS Universitatea Reșița | 26 - 33 | CS Gloria 2018 Bistrița-Năsăud II | Sala Sporturilor, Reșița Arbitri: Baghiu, Fiscu |
| 18 martie 2023 10:00 | Asaftei 5               | (10-18) | Fekete, Munteanu 9                | Sala Sporturilor, Reșița Arbitri: Baghiu, Fiscu |
| 18 martie 2023 10:00 | 4× 3×                   | Cronica | 7× 1× 1×                          | Sala Sporturilor, Reșița Arbitri: Baghiu, Fiscu |

| 18 martie 2023 11:00 | CSM Deva | 32 - 21 | „U” Cluj | Sala Sporturilor, Deva Asistență: 600 Arbitri: Marii, Stegaru |
| 18 martie 2023 11:00 | Tetean 6 | (16-12) |          | Sala Sporturilor, Deva Asistență: 600 Arbitri: Marii, Stegaru |
| 18 martie 2023 11:00 | Cronica  |         |          | Sala Sporturilor, Deva Asistență: 600 Arbitri: Marii, Stegaru |

| 18 martie 2023 11:00 | CS Universitar Oradea | 39 - 39 | CNOPJ Baia Mare | Sala de Jocuri Sportive a Universității, Oradea Arbitri: Pavel, Pențea |
| 18 martie 2023 11:00 | Argyelan 8            | (20-21) | Boiciuc 9       | Sala de Jocuri Sportive a Universității, Oradea Arbitri: Pavel, Pențea |
| 18 martie 2023 11:00 | 3× 1×                 | Cronica | 2×              | Sala de Jocuri Sportive a Universității, Oradea Arbitri: Pavel, Pențea |

| 18 martie 2023 17:00 | CSU de Vest Timișoara     | 27 - 32 | CS Arena Târgu Mureș | Sala UVT, Timișoara Arbitri: Jurj, Vizitiu |
| 18 martie 2023 17:00 | Sîrbu, Șufană, E. Voicu 5 | (15-14) | Gal 8                | Sala UVT, Timișoara Arbitri: Jurj, Vizitiu |
| 18 martie 2023 17:00 | 6× 1×                     | Cronica | 1× 2×                | Sala UVT, Timișoara Arbitri: Jurj, Vizitiu |

### Etapa XVII
| 21 martie 2023 17:00 | „U” Cluj | 35 - 25 | ACS „Liviu Rebreanu” Turda | Sala Sporturilor „Horia Demian”, Cluj-Napoca Arbitri: Mârza, Nedelea |
| 21 martie 2023 17:00 | Cordoș 8 | (18-12) | T. Damian 6                | Sala Sporturilor „Horia Demian”, Cluj-Napoca Arbitri: Mârza, Nedelea |
| 21 martie 2023 17:00 | 7×       | Cronica | 2×                         | Sala Sporturilor „Horia Demian”, Cluj-Napoca Arbitri: Mârza, Nedelea |

| 25 martie 2023 9:30 | CNOPJ Baia Mare | 27 - 27 | CS Universitatea Reșița | Sala „Lascăr Pană”, Baia Mare Arbitri: Cânța, Cânța |
| 25 martie 2023 9:30 | Stăvariu 8      | (13-14) | Eremici 7               | Sala „Lascăr Pană”, Baia Mare Arbitri: Cânța, Cânța |
| 25 martie 2023 9:30 | 3× 1×           | Cronica | 9× 3× 2×                | Sala „Lascăr Pană”, Baia Mare Arbitri: Cânța, Cânța |

| 25 martie 2023 12:00 | CS Gloria 2018 Bistrița-Năsăud II | 36 - 31 | CSU de Vest Timișoara | Sala Polivalentă, Bistrița Arbitri: Illés, Sechel |
| 25 martie 2023 12:00 | Căprar 9                          | (19-18) | Drăgan 12             | Sala Polivalentă, Bistrița Arbitri: Illés, Sechel |
| 25 martie 2023 12:00 | 5× 1×                             | Cronica | 4× 1×                 | Sala Polivalentă, Bistrița Arbitri: Illés, Sechel |

| 25 martie 2023 17:00 | CS Arena Târgu Mureș | 25 - 38 | CSM Deva | Sala Polivalentă, Târgu Mureș Arbitri: Chiriac, Vlasa |
| 25 martie 2023 17:00 | (13-21)              |         |          | Sala Polivalentă, Târgu Mureș Arbitri: Chiriac, Vlasa |
| 25 martie 2023 17:00 | Cronica              |         |          | Sala Polivalentă, Târgu Mureș Arbitri: Chiriac, Vlasa |

| 12 aprilie 2023 14:00 | CS Universitar Oradea | 39 - 35 | CNE Râmnicu Vâlcea | Sala de Jocuri Sportive a Universității, Oradea Arbitri: Gherman, Moldovan |
| 12 aprilie 2023 14:00 | Argyelan 9            | (17-16) | Bodijar 12         | Sala de Jocuri Sportive a Universității, Oradea Arbitri: Gherman, Moldovan |
| 12 aprilie 2023 14:00 | 3×                    | Cronica | 5× 1×              | Sala de Jocuri Sportive a Universității, Oradea Arbitri: Gherman, Moldovan |

| 21 martie 2023 17:00 | „U” Cluj | 35 - 25 | ACS „Liviu Rebreanu” Turda | Sala Sporturilor „Horia Demian”, Cluj-Napoca Arbitri: Mârza, Nedelea |
| 21 martie 2023 17:00 | Cordoș 8 | (18-12) | T. Damian 6                | Sala Sporturilor „Horia Demian”, Cluj-Napoca Arbitri: Mârza, Nedelea |
| 21 martie 2023 17:00 | 7×       | Cronica | 2×                         | Sala Sporturilor „Horia Demian”, Cluj-Napoca Arbitri: Mârza, Nedelea |

| 25 martie 2023 9:30 | CNOPJ Baia Mare | 27 - 27 | CS Universitatea Reșița | Sala „Lascăr Pană”, Baia Mare Arbitri: Cânța, Cânța |
| 25 martie 2023 9:30 | Stăvariu 8      | (13-14) | Eremici 7               | Sala „Lascăr Pană”, Baia Mare Arbitri: Cânța, Cânța |
| 25 martie 2023 9:30 | 3× 1×           | Cronica | 9× 3× 2×                | Sala „Lascăr Pană”, Baia Mare Arbitri: Cânța, Cânța |

| 25 martie 2023 12:00 | CS Gloria 2018 Bistrița-Năsăud II | 36 - 31 | CSU de Vest Timișoara | Sala Polivalentă, Bistrița Arbitri: Illés, Sechel |
| 25 martie 2023 12:00 | Căprar 9                          | (19-18) | Drăgan 12             | Sala Polivalentă, Bistrița Arbitri: Illés, Sechel |
| 25 martie 2023 12:00 | 5× 1×                             | Cronica | 4× 1×                 | Sala Polivalentă, Bistrița Arbitri: Illés, Sechel |

| 25 martie 2023 17:00 | CS Arena Târgu Mureș | 25 - 38 | CSM Deva | Sala Polivalentă, Târgu Mureș Arbitri: Chiriac, Vlasa |
| 25 martie 2023 17:00 | (13-21)              |         |          | Sala Polivalentă, Târgu Mureș Arbitri: Chiriac, Vlasa |
| 25 martie 2023 17:00 | Cronica              |         |          | Sala Polivalentă, Târgu Mureș Arbitri: Chiriac, Vlasa |

| 12 aprilie 2023 14:00 | CS Universitar Oradea | 39 - 35 | CNE Râmnicu Vâlcea | Sala de Jocuri Sportive a Universității, Oradea Arbitri: Gherman, Moldovan |
| 12 aprilie 2023 14:00 | Argyelan 9            | (17-16) | Bodijar 12         | Sala de Jocuri Sportive a Universității, Oradea Arbitri: Gherman, Moldovan |
| 12 aprilie 2023 14:00 | 3×                    | Cronica | 5× 1×              | Sala de Jocuri Sportive a Universității, Oradea Arbitri: Gherman, Moldovan |

### Etapa XVIII
| 24 aprilie 2023 12:00 | CNE Râmnicu Vâlcea | 22 - 38 | „U” Cluj | Sala Colegiului Energetic, Râmnicu Vâlcea Arbitri: Marii, Stegaru |
| 24 aprilie 2023 12:00 | Trușcă 5           | (11-18) | Crețu 7  | Sala Colegiului Energetic, Râmnicu Vâlcea Arbitri: Marii, Stegaru |
| 24 aprilie 2023 12:00 | 3×                 | Cronica | 2× 1×    | Sala Colegiului Energetic, Râmnicu Vâlcea Arbitri: Marii, Stegaru |

| 26 aprilie 2023 | CNOPJ Baia Mare | v | CSU de Vest Timișoara | Sala UVT, Timișoara |
| 26 aprilie 2023 | Cronica         |   |                       | Sala UVT, Timișoara |
| 26 aprilie 2023 |                 |   |                       | Sala UVT, Timișoara |

| 26 aprilie 2023 15:00 | ACS „Liviu Rebreanu” Turda | 39 - 36 | CS Arena Târgu Mureș | Sala de Sport „Gheorghe Barițiu”, Turda Arbitri: Baghiu, Fiscu |
| 26 aprilie 2023 15:00 | Mózes 10                   | (24-17) | Márton 8             | Sala de Sport „Gheorghe Barițiu”, Turda Arbitri: Baghiu, Fiscu |
| 26 aprilie 2023 15:00 | 2×                         | Cronica | 3× 2×                | Sala de Sport „Gheorghe Barițiu”, Turda Arbitri: Baghiu, Fiscu |

| 26 aprilie 2023 15:00 | CS Universitatea Reșița | 32 - 34 | CS Universitar Oradea | Sala Sporturilor, Reșița Arbitri: Geaburu, Mitran |
| 26 aprilie 2023 15:00 | Știubei 10              | (16-16) | Bîscă 6               | Sala Sporturilor, Reșița Arbitri: Geaburu, Mitran |
| 26 aprilie 2023 15:00 | 8× 3× 1×                | Cronica | 3× 2×                 | Sala Sporturilor, Reșița Arbitri: Geaburu, Mitran |

| 26 aprilie 2023 17:00 | CSM Deva         | 39 - 30 | CS Gloria 2018 Bistrița-Năsăud II | Sala Sporturilor, Deva Arbitri: Gherman, Moldovan |
| 26 aprilie 2023 17:00 | Șamanț, Tetean 9 | (17-13) | Mălăncuș, Munteanu 7              | Sala Sporturilor, Deva Arbitri: Gherman, Moldovan |
| 26 aprilie 2023 17:00 | 7× 2× 1×         | Cronica | 5× 3×                             | Sala Sporturilor, Deva Arbitri: Gherman, Moldovan |

## Turneul final
Echipele clasate pe primele două locuri și echipele clasate pe cele mai bune două locuri 3 în fiecare din cele trei serii au avansat la turneul final, care s-a desfășurat pe parcursul a trei zile. Echipele au fost grupate câte două și au jucat, în prima zi, una împotriva celeilalte într-un singur meci. Echipa de pe locul 1 în Seria A a jucat împotriva echipei clasate pe al doilea cel mai bun loc 3, echipa de pe locul 2 în Seria A a jucat împotriva echipei clasate pe cel mai bun loc 3, echipa de pe locul 1 în Seria B a jucat împotriva echipei clasate pe locul 2 în Seria C iar echipa de pe locul 2 în Seria B a jucat împotriva echipei clasate pe locul 1 în Seria C. În a doua zi, echipele învinse au fost grupate câte două și au jucat una împotriva celeilalte, iar echipele învingătoare au jucat semifinale. Echipele învinse au jucat pentru stabilirea locului în clasamentul turneului, câștigătoarele semifinalelor s-au înfruntat în finală, iar învinsele semifinalelor în finala mică, în a treia zi a turneului. Dacă partidele jucate în faza meciurilor preliminare de clasament și a semifinalelor s-ar fi terminat după 60 de minute la egalitate, s-ar fi executat aruncări de la 7 metri. Dacă partidele jucate în faza meciurilor de clasament, a finalei mici și a finalei s-ar fi terminat după 60 de minute la egalitate, s-ar fi jucat două reprize de prelungiri a 5 minute fiecare, dacă egalitatea ar fi persistat s-ar mai fi jucat două reprize de prelungiri iar dacă în continuare egalitatea ar fi persistat s-ar fi executat aruncări de la 7 metri. Echipele clasate pe locurile 1 și 2 după terminarea turneului final au promovat direct în Liga Națională, în timp ce echipele clasate pe locurile 3 și 4 au susținut jocuri de baraj cu echipele care au terminat sezonul 2022-2023 al Ligii Naționale pe locurile 11 și 12.
Turneul final al Diviziei A de handbal feminin ediția 2022-23 s-a desfășurat în Sala „Dumitru Popescu Colibași” din Brașov în perioada 12-14 mai 2023.

### Sferturi de finală
| 12 mai 2023 10:00 | CSU Știința București | 34 - 22 | CSM Iași 2020 | Sala „Dumitru Popescu Colibași”, Brașov Arbitri: Babău, Roibu |
| 12 mai 2023 10:00 | A. M. Petre 7         | (15-11) | Olariu 5      | Sala „Dumitru Popescu Colibași”, Brașov Arbitri: Babău, Roibu |
| 12 mai 2023 10:00 | 6× 1×                 | Cronica | 3× 2×         | Sala „Dumitru Popescu Colibași”, Brașov Arbitri: Babău, Roibu |

| 12 mai 2023 12:00 | CS Activ Prahova Ploiești | 24 - 23 | CSM Unirea Slobozia | Sala „Dumitru Popescu Colibași”, Brașov Arbitri: Constantin, Enache |
| 12 mai 2023 12:00 | E. Andrița 7              | (12-11) | De Santis, Topor 5  | Sala „Dumitru Popescu Colibași”, Brașov Arbitri: Constantin, Enache |
| 12 mai 2023 12:00 | 6× 1×                     | Cronica | 4× 2×               | Sala „Dumitru Popescu Colibași”, Brașov Arbitri: Constantin, Enache |

| 12 mai 2023 14:00 | Corona Brașov | 33 - 21 | „U” Cluj | Sala „Dumitru Popescu Colibași”, Brașov Arbitri: Belean, Hendrea |
| 12 mai 2023 14:00 | Munteanu 6    | (17-12) | Șerban 4 | Sala „Dumitru Popescu Colibași”, Brașov Arbitri: Belean, Hendrea |
| 12 mai 2023 14:00 | 5× 2×         | Cronica | 3× 3×    | Sala „Dumitru Popescu Colibași”, Brașov Arbitri: Belean, Hendrea |

| 12 mai 2023 16:00 | CSM Roman | 23 - 29 | CSM Deva  | Sala „Dumitru Popescu Colibași”, Brașov Arbitri: Agliceriu, Turdean |
| 12 mai 2023 16:00 | Macovei 5 | (10-11) | Șamanț 10 | Sala „Dumitru Popescu Colibași”, Brașov Arbitri: Agliceriu, Turdean |
| 12 mai 2023 16:00 | 4×        | Cronica | 3× 3×     | Sala „Dumitru Popescu Colibași”, Brașov Arbitri: Agliceriu, Turdean |

### Meciurile preliminare de clasament
| 13 mai 2023 13:00 | CSM Iași 2020 | 27 - 21 | CSM Roman   | Sala „Dumitru Popescu Colibași”, Brașov Arbitri: Agliceriu, Turdean |
| 13 mai 2023 13:00 | Stanca 7      | (10-12) | Basa, Loi 4 | Sala „Dumitru Popescu Colibași”, Brașov Arbitri: Agliceriu, Turdean |
| 13 mai 2023 13:00 | 6× 2×         | Cronica | 2× 2×       | Sala „Dumitru Popescu Colibași”, Brașov Arbitri: Agliceriu, Turdean |

| 13 mai 2023 15:00 | CSM Unirea Slobozia | 27 - 30 | „U” Cluj | Sala „Dumitru Popescu Colibași”, Brașov Arbitri: Babău, Roibu |
| 13 mai 2023 15:00 | S. Gheorghe 8       | (12-15) | Șerban 6 | Sala „Dumitru Popescu Colibași”, Brașov Arbitri: Babău, Roibu |
| 13 mai 2023 15:00 | 6×                  | Cronica | 12× 3×   | Sala „Dumitru Popescu Colibași”, Brașov Arbitri: Babău, Roibu |

### Semifinalele
| 13 mai 2023 17:00 | CSU Știința București | 19 - 17 | CSM Deva | Sala „Dumitru Popescu Colibași”, Brașov Arbitri: Constantin, Enache |
| 13 mai 2023 17:00 | Gîjulete, Lăscăteu 4  | (9-7)   | Tetean 6 | Sala „Dumitru Popescu Colibași”, Brașov Arbitri: Constantin, Enache |
| 13 mai 2023 17:00 | 4× 3×                 | Cronica | 2× 2×    | Sala „Dumitru Popescu Colibași”, Brașov Arbitri: Constantin, Enache |

| 13 mai 2023 19:00 | CS Activ Prahova Ploiești | 27 - 29 | Corona Brașov | Sala „Dumitru Popescu Colibași”, Brașov Arbitri: Belean, Hendrea |
| 13 mai 2023 19:00 | E. Andrița 7              | (10-14) | Fonseca 6     | Sala „Dumitru Popescu Colibași”, Brașov Arbitri: Belean, Hendrea |
| 13 mai 2023 19:00 | 4× 1×                     | Cronica | 7× 2×         | Sala „Dumitru Popescu Colibași”, Brașov Arbitri: Belean, Hendrea |

### Meciurile de clasament

#### Meciul pentru locurile 7–8
| 14 mai 2023 13:00 | CSM Roman | 30 - 29 | CSM Unirea Slobozia | Sala „Dumitru Popescu Colibași”, Brașov Arbitri: Constantin, Enache |
| 14 mai 2023 13:00 | Adin 8    | (16-10) | C. Roșu 7           | Sala „Dumitru Popescu Colibași”, Brașov Arbitri: Constantin, Enache |
| 14 mai 2023 13:00 | 6× 1×     | Cronica | 2×                  | Sala „Dumitru Popescu Colibași”, Brașov Arbitri: Constantin, Enache |

#### Meciul pentru locurile 5–6
| 14 mai 2023 15:00 | CSM Iași 2020 | 27 - 26 | „U” Cluj | Sala „Dumitru Popescu Colibași”, Brașov Arbitri: Agliceriu, Turdean |
| 14 mai 2023 15:00 | Jobolovici 7  | (12-14) | Șerban 5 | Sala „Dumitru Popescu Colibași”, Brașov Arbitri: Agliceriu, Turdean |
| 14 mai 2023 15:00 | 3× 2×         | Cronica | 5× 2×    | Sala „Dumitru Popescu Colibași”, Brașov Arbitri: Agliceriu, Turdean |

#### Finala mică
| 14 mai 2023 17:00 | CSM Deva   | 26 - 25 | CS Activ Prahova Ploiești | Sala „Dumitru Popescu Colibași”, Brașov Arbitri: Belean, Hendrea |
| 14 mai 2023 17:00 | Vlădășel 8 | (13-10) | E. Andrița 10             | Sala „Dumitru Popescu Colibași”, Brașov Arbitri: Belean, Hendrea |
| 14 mai 2023 17:00 | 6× 1× 1×   | Cronica | 6× 2×                     | Sala „Dumitru Popescu Colibași”, Brașov Arbitri: Belean, Hendrea |

#### Finala
| 14 mai 2023 19:00 | CSU Știința București | 28 - 41 | Corona Brașov | Sala „Dumitru Popescu Colibași”, Brașov Arbitri: Babău, Roibu |
| 14 mai 2023 19:00 | Lăscăteu 9            | (15-21) | Gandulfo 7    | Sala „Dumitru Popescu Colibași”, Brașov Arbitri: Babău, Roibu |
| 14 mai 2023 19:00 | 1× 1×                 | Cronica | 5× 1×         | Sala „Dumitru Popescu Colibași”, Brașov Arbitri: Babău, Roibu |

### Clasament
|  | Echipe care au promovat în Liga Națională         |
|  | Echipe care au participat la barajul de promovare |

| Loc | Echipă                    |
| --- | ------------------------- |
|     | Corona Brașov             |
|     | CSU Știința București     |
|     | CSM Deva                  |
| 4   | CS Activ Prahova Ploiești |
| 5   | CSM Iași 2020             |
| 6   | „U” Cluj                  |
| 7   | CSM Roman                 |
| 8   | CSM Unirea Slobozia       |